# Jacobuskerk (Zeerijp)
De Jacobuskerk van Zeerijp is een middeleeuwse kruiskerk met een vrijstaande klokkentoren. In de kerk zijn romanogotische en vroeggotische elementen terug te vinden. De kerk was oorspronkelijk gewijd aan de apostel Jakobus de Meerdere. In de kerk is sinds 2006 een Archeologisch Informatiepunt gehuisvest. Het Jacobspad voert langs de kerk.
De kerk staat op een groot kerkhof en is nog deels omgracht. Een deel van de gracht werd gedempt bij de restauratie in de jaren 1960. De ingang naar het kerkhof en de kerk wordt gevormd door een tussen 1793 en 1795 geplaatst smeedijzeren hek met geblokte penanten, dat mogelijk afkomstig is van de gesloopte borg Haykema. Op het kerkhof staat een baarhuisje uit 1893. Voor zover bekend stond hier ook het laatste knekelhuis van Groningen, dat in 1838 werd afgebroken.
Bijzonderheden aan de kerk zijn dat het de laatste Groninger kerk was die, weliswaar deels, in de stijl van de romanogotiek is gebouwd en het feit dat er sinds de bouw slechts weinig aan de kerk is gewijzigd.
In januari 2018 maakte de Stichting Oude Groninger Kerken, beheerder van de kerk, bekend dat de toren van de Jacobuskerk schade had geleden door bodemdaling en aardschokken veroorzaakt door aardgaswinning in dit deel van Groningen.

## Exterieur

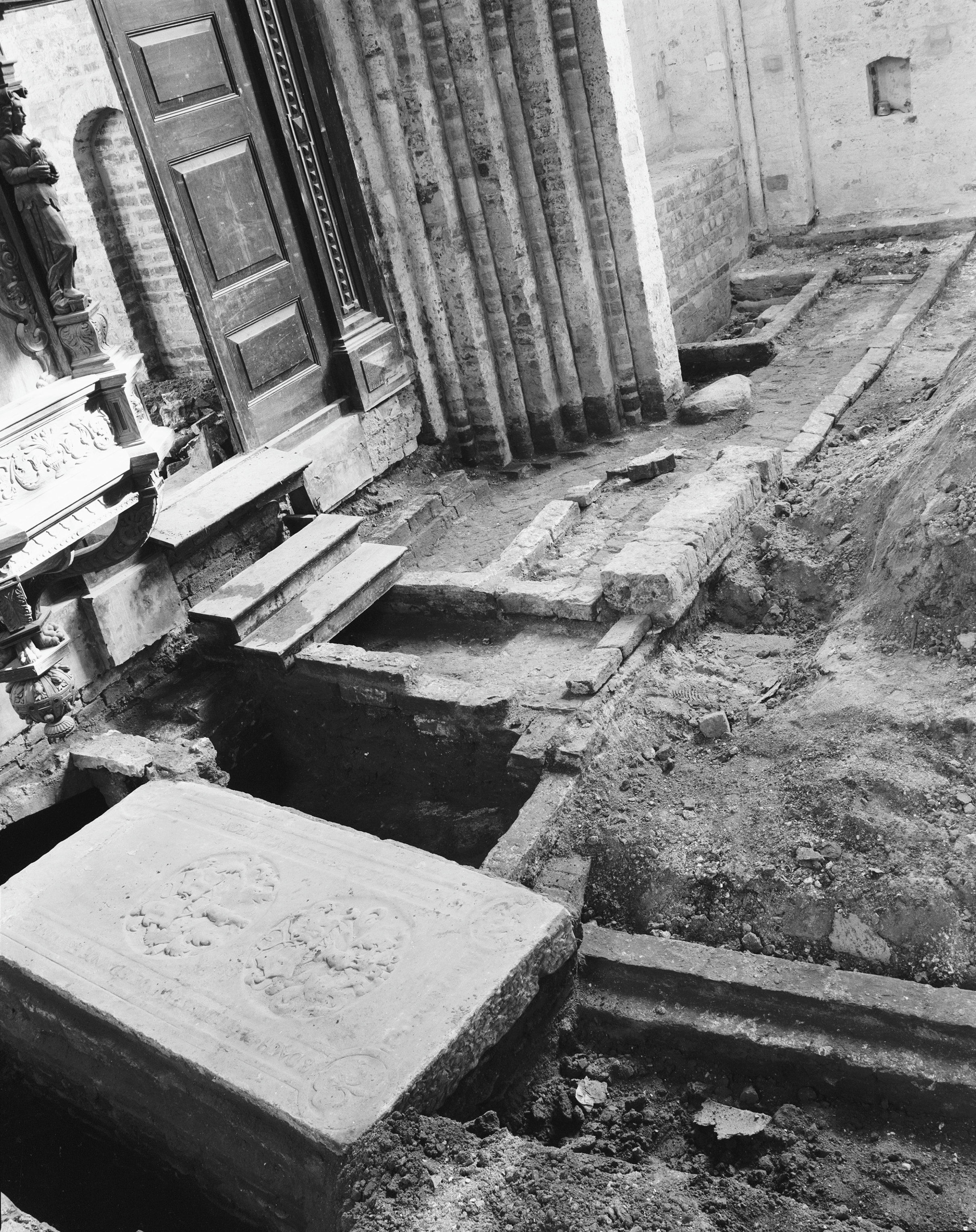
Deel van de fundamenten van de bakstenen voorgangerkerk, blootgelegd tijdens de restauratie in de jaren 1960. De locatie is onder de preekstoel in de viering

### Kerk
Voorganger(s)
Onder de huidige kerk zijn bij een restauratie tussen 1962 en 1966 de fundamenten teruggevonden van een rond 1200 gebouwde eenvoudige bakstenen zaalkerk van 20 bij 7,5 meter. Van deze kerk zijn de fundamenten in de jaren 1960 blootgelegd. Deze kerk was opgetrokken uit zeer grote kloostermoppen en was ongeveer even groot als de kerk van Eenum. In de muren hiervan werd 'enig tufsteengruis' aangetroffen, mogelijk van een voorgaande tufstenen kapel of bescheiden tufstenen zaalkerk, maar hierover bestaat verder geen enkele zekerheid. Volgens de kroniek van Bloemhof kwam pastoor (of priester) Herbrand van Zeerijp op 21 mei 1227 om het leven, door toedoen van ene Geiko. Hiervoor moest hij een jaar later voor de kerkelijke rechtbank in Loppersum een zoengeld betalen.
Bouw huidige kerk
De bouw van de huidige Jacobuskerk werd eind 13e eeuw begonnen door de kloosterlingen van Feldwerd, nadat zij de kerk van Holwierde hadden gebouwd. Een in 1953 gevonden veldoven tussen Garsthuizen en Zeerijp, werd volgens Huizing et al. voor de bouw van de Jacobuskerk gebruikt. Mogelijk werd ook gebruikgemaakt van de 13e-eeuwse oven bij de Boukumaheerd, maar hierover bestaat geen enkele zekerheid.
Het bouwwerk is kenmerkend voor het hoogtij van de romanogotiek en werd gebouwd naar het voorbeeld van de kruiskerk van het klooster van Aduard. De bouw duurde tot ongeveer 1350. Sindsdien is weinig meer aan het gebouw gewijzigd.
Het resultaat was een grote eenbeukige kruiskerk van drie traveeën met een vijfzijdige koorsluiting. In deze koorsluiting zijn bij de bouw hoge spitsboogvensters met rondstaven (kraalprofielen) geplaatst. De kerk heeft zware muren van 1,35 meter dik. Voor de stevigheid zijn in het schip en het priesterkoor versterkt met tweemaal versneden steunberen. De kerk had oorspronkelijk vijf ingangen; twee aan noordzijde, twee aan zuidzijde en een aan westzijde. De westelijke ingang is na de reformatie dichtgemetseld. De zuidelijke ingangen en de noordwestelijke ingang zijn later dichtgemetseld en werden tijdens de restauratie weer opengebroken en vervangen door deuren die niet open kunnen. Alleen de zuidwestelijke ingang is nog steeds dichtgemetseld.
De belangrijkste wijzigingen in de kerk vonden plaats tijdens de reformatie, toen het doksaal en de zijaltaren werden gesloopt, het orgel werd verplaatst en de aanbouw werd gebouwd. In een onbekend jaar werden de spitsboogvensters in de oostelijke muren van het transept vervangen door rondboogvensters voor meer licht. Tussen 1793 en 1795 werd de kerk gerestaureerd en mogelijk van een nieuwe kap voorzien. In de 19e eeuw werd de preekstoel verplaatst naar het midden van een nieuwe koorwand. Toen werd ook een wand geplaatst voor de noordelijke arm van het transept. In 1881 werd de wand voor het koor verhoogd en zijn de door de adel in de kerk geplaatste gebrandschilderd glazen verkocht en vervangen door gewone glazen. Van de beide gebrandschilderde glazen draagt er een het wapen van de familie Rengers en een de wapens van Rudolf de Drews (van onder andere Meerlust, De Bloemert en Meerwijk; rijkste burger van Groningen) en zijn vrouw Maria Beerta van Berchhuis. Beide gebrandschilderde ramen werden aangekocht door Willem Carel Antoon Alberda van Ekenstein en zijn geplaatst in de borg Ekenstein. Tijdens de laatste grote restauratie van 1962 tot 1966 onder leiding van Rienk Offringa werden de beide wanden eruit gesloopt en de inventaris verplaatst naar de huidige posities. Ook werd het oorspronkelijke kleurenschema op de muren en gewelven hersteld. Er waren destijds plannen om een glaswand aan westzijde van het transept te plaatsen om de kerk makkelijker te kunnen verwarmen, maar dit is uiteindelijk niet gebeurd.
Transept en aanbouw

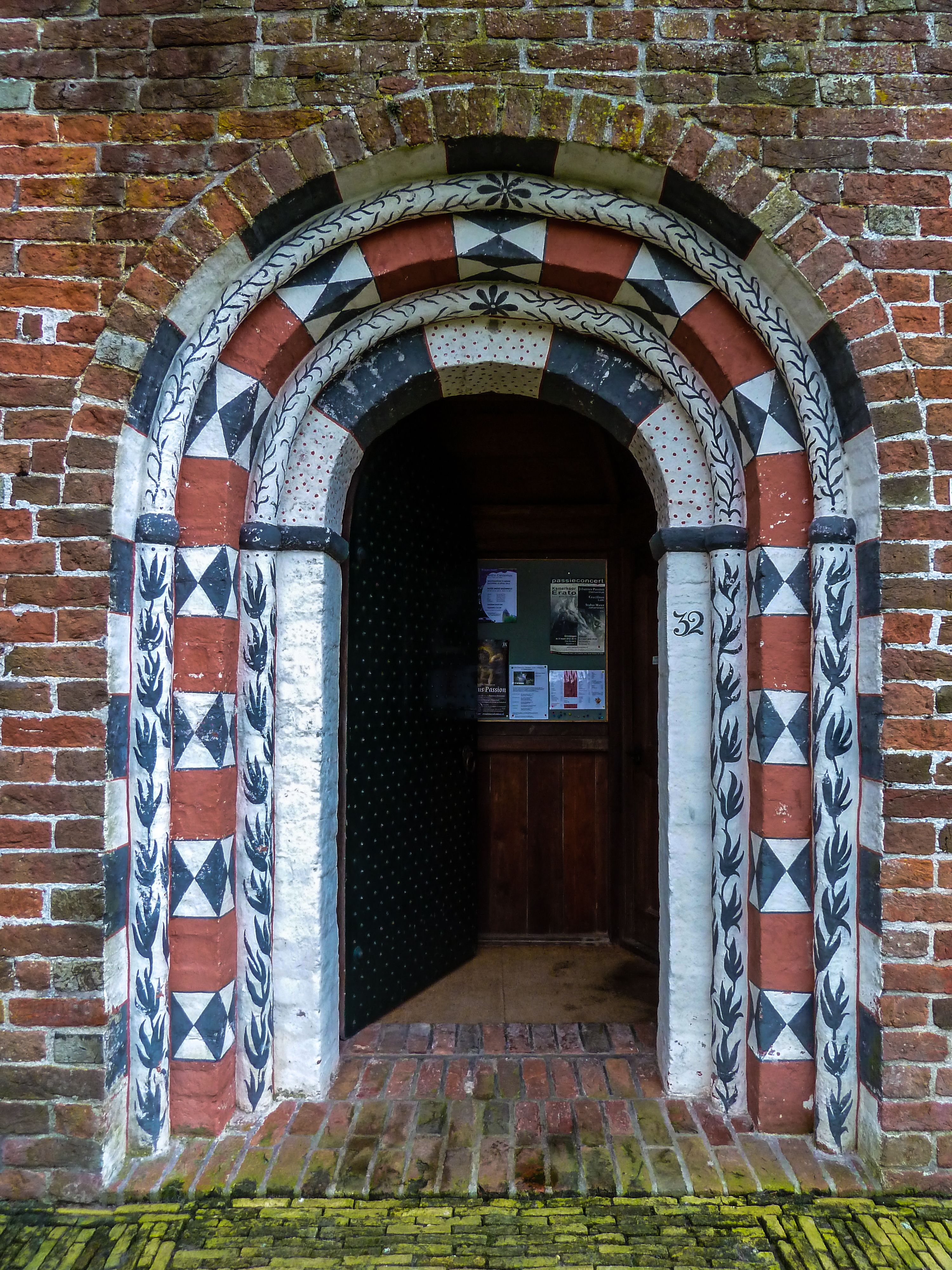
Arabesken rond de noordingang van de Jacobuskerk met erachter het tochtportaal

De beide armen van het transept bevatten spitsboogvensters in de noord-, west- en zuidgevel. Die van de noord- en zuidgevel zijn breder dan de overige spitsboogvensters in de kerk. In de oostgevels bevinden zich echter rondboogvensters, die in een onbekend jaar zijn geplaatst voor een betere lichtinval boven de altaren die daar voor de reformatie stonden. De beide portalen onder de spitsboogvensters aan noord- en zuidzijde zijn eveneens rondbogig. De versiering van het noordelijke portaal, aan straatzijde, is heel kenmerkend: de stenen lijst om de toegangsboog heeft steenrode segmenten, gescheiden door blauwe en witte ruitvormen. Die kleuren komen terug op de dubbele rondstaven aan weerszijden van de lijst, waarvan de arabesken zijn uitgevoerd met  blad- en rankornamenten. De ruiten of zandlopers tonen volgens Van Neck verbondenheid van de kerk met de Kathedraal van Santiago de Compostella waar patroonheilige Jacobus begraven zou liggen. Mogelijk vertrokken van hieruit ook pelgrims via bijvoorbeeld het Groningse Jacob en Annagasthuis naar Santiago de Compostella. Overigens staat op een van de beide luidklokken in de toren van 1502 dat deze werd gegoten 'THER EER SANT ANNEN EN SANT JACOBS', wat de mogelijkheid niet uitsluit dat ook de heilige Anna vroeger patroonheilige van de kerk is geweest.
De topgevels aan de noord- en zuidzijde zijn rijkelijk versierd met lisenen en kraalprofielen, die met hun siermetselwerk kenmerkend zijn voor de romanogotiek. De topgevel van de noordelijke dwarsarm boven de ingang bestaat uit zeven omkraalde en met siermetselwerk versierde spitsboognissen, die van elkaar gescheiden worden door lisenen. Drie hoge spitsboognissen bevinden zich in het midden en aan beide zijden zijn nog twee steeds kleinere spitsboognissen zichtbaar. Deze zeven spitsboognissen worden aan bovenzijde door een muizentand gescheiden van een veld met ruitvormig siermetselwerk in de nok. De topgevel van de zuidelijke dwarsarm bevat eveneens zeven spitsboognissen. De middelste daarvan wordt in tweeën gedeeld door een splitsende middenstijl. De drie spitsboognissen aan weerszijden worden gedekt door klimmende rondbogen.
Aan buitenzijde van de westmuur werd na de reformatie een aanbouw van vier bij vier meter opgemetseld met lessenaarsdak. Op de begane grond werd het eerste schooltje van Zeerijp gevestigd, daar de protestantse kerk de verantwoordelijkheid voor het lesgeven van kinderen overnam van de opgeheven kloosters. Nadat het dorp in 1867 een apart schoolgebouw kreeg, werd dit deel van de aanbouw ingericht als consistorie. De bovenverdieping van de aanbouw was bedoeld voor het huisvesten van de blaasbalgen van het orgel. In het gebouwtje is ook de trap naar het orgel geplaatst. In het keldertje eronder werd bij de restauratie de verwarming ingebouwd.

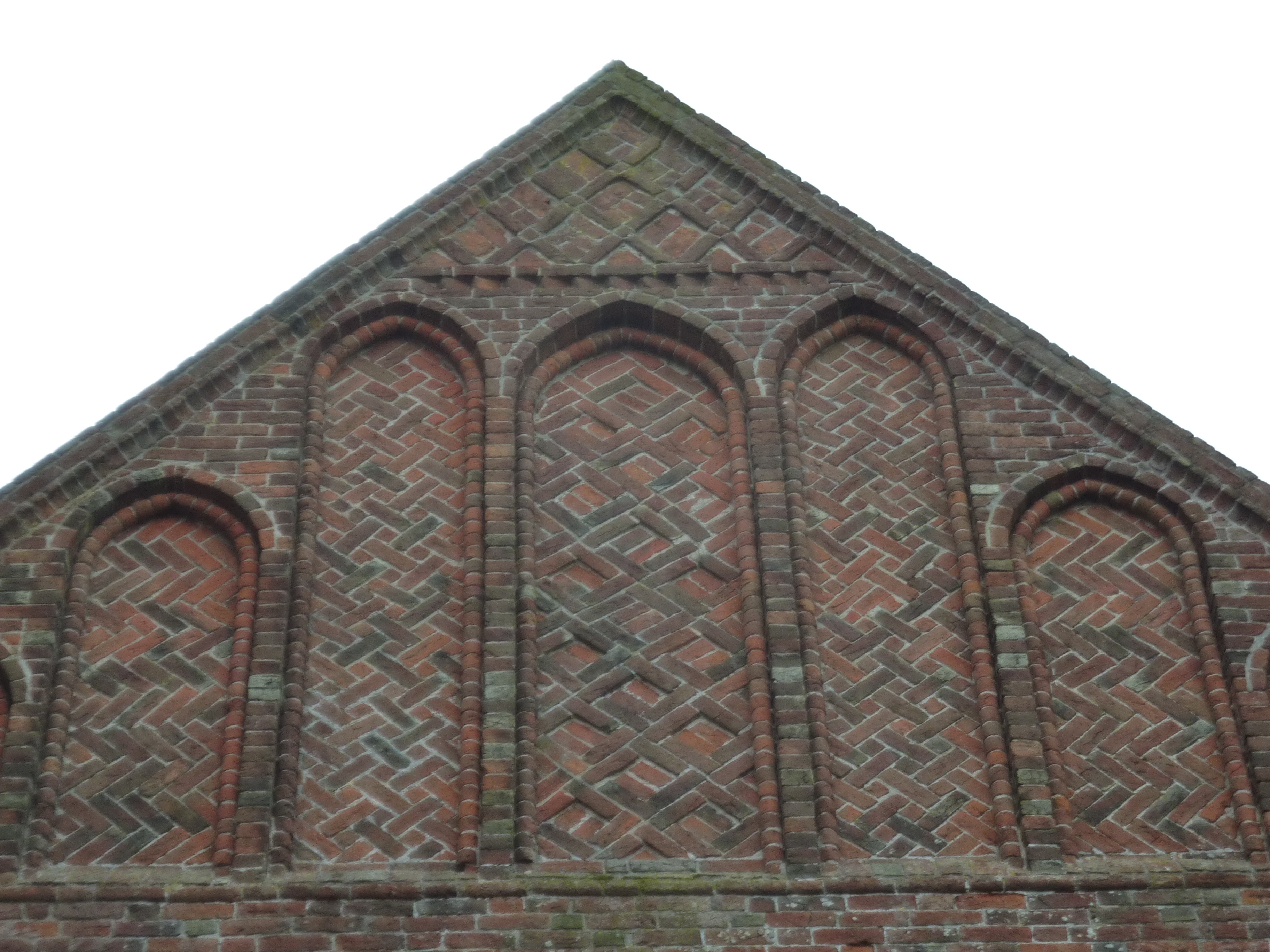
Topgevel noorderdwarsarm met spitsboognissen, muizentand en ruitvormig siermetselwerk in de nok
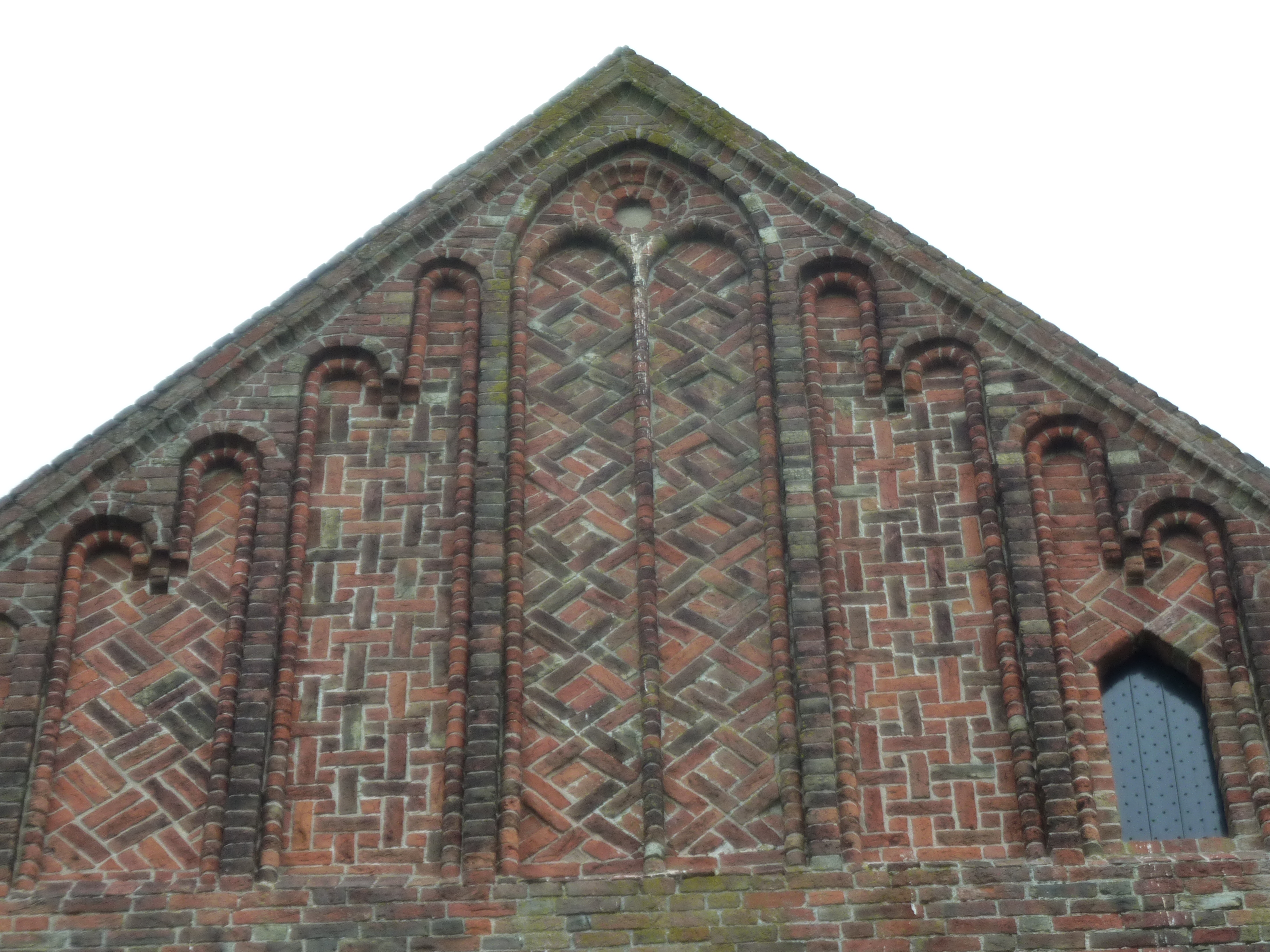
Topgevel zuiderdwarsarm met spitsboognissen, waarvan zes gedekt door klimmende rondbogen
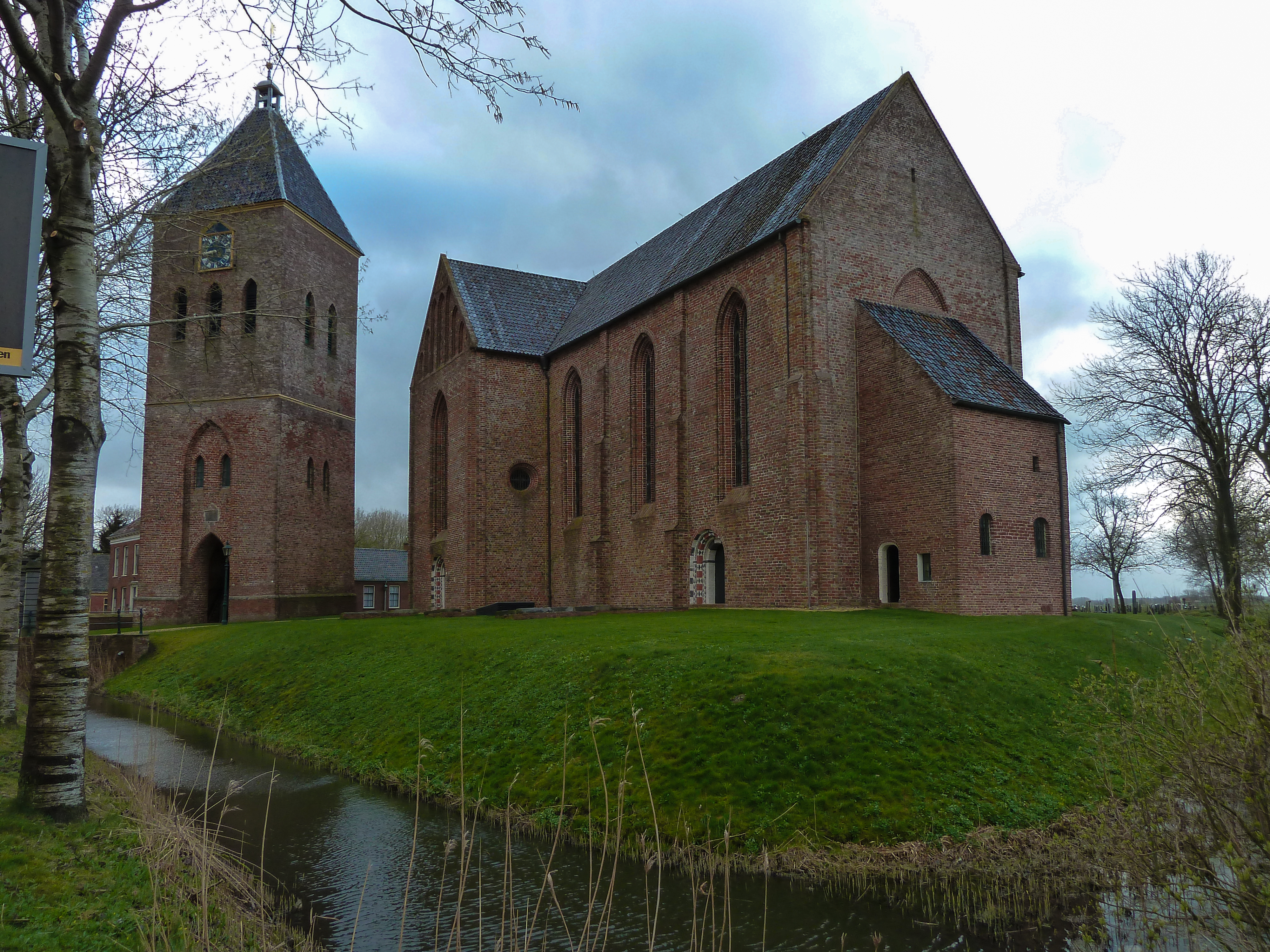
De kerk gezien vanuit het westen met rechts de aanbouw
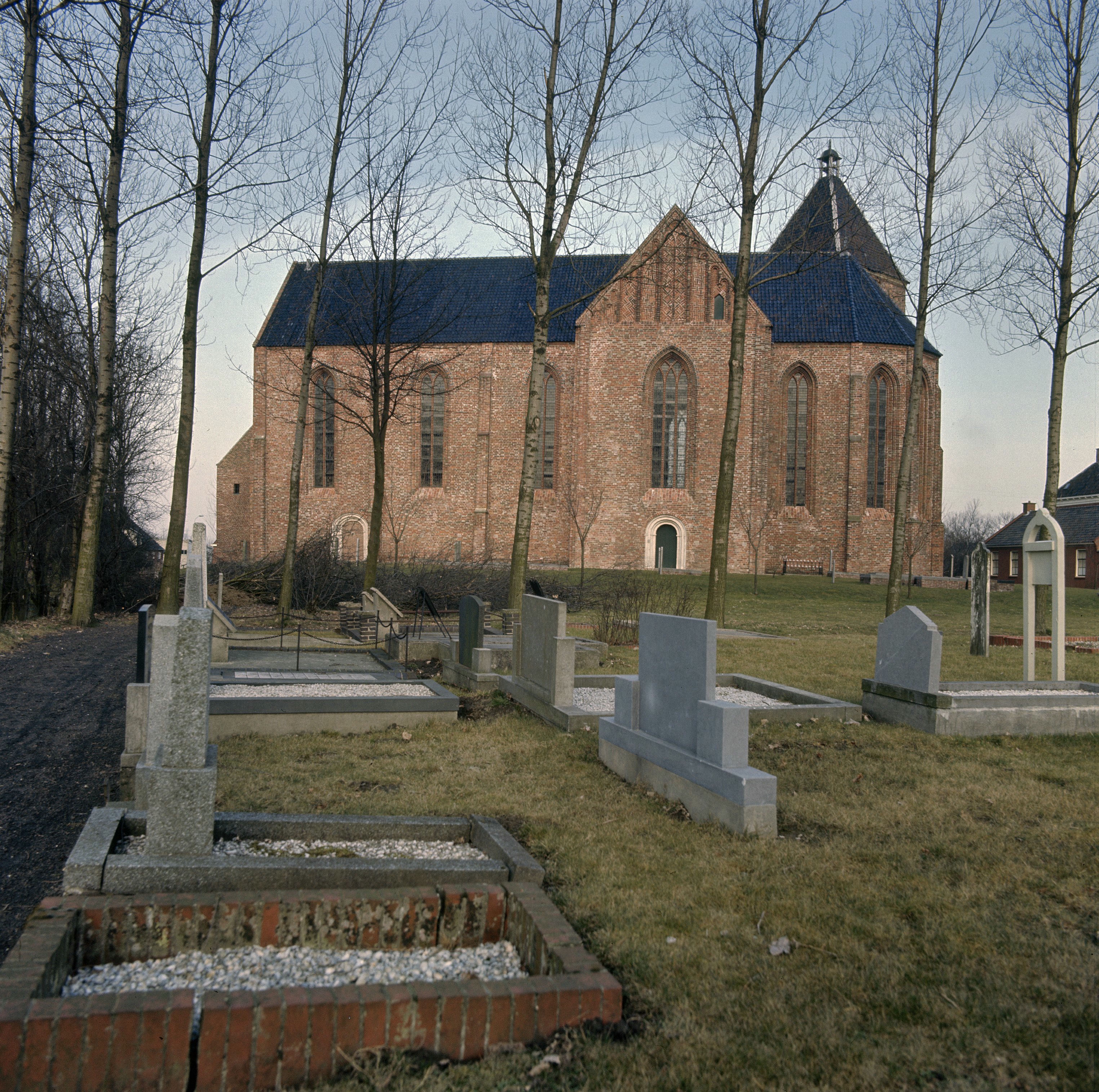
Aanzicht zuidgevel vanaf het kerkhof
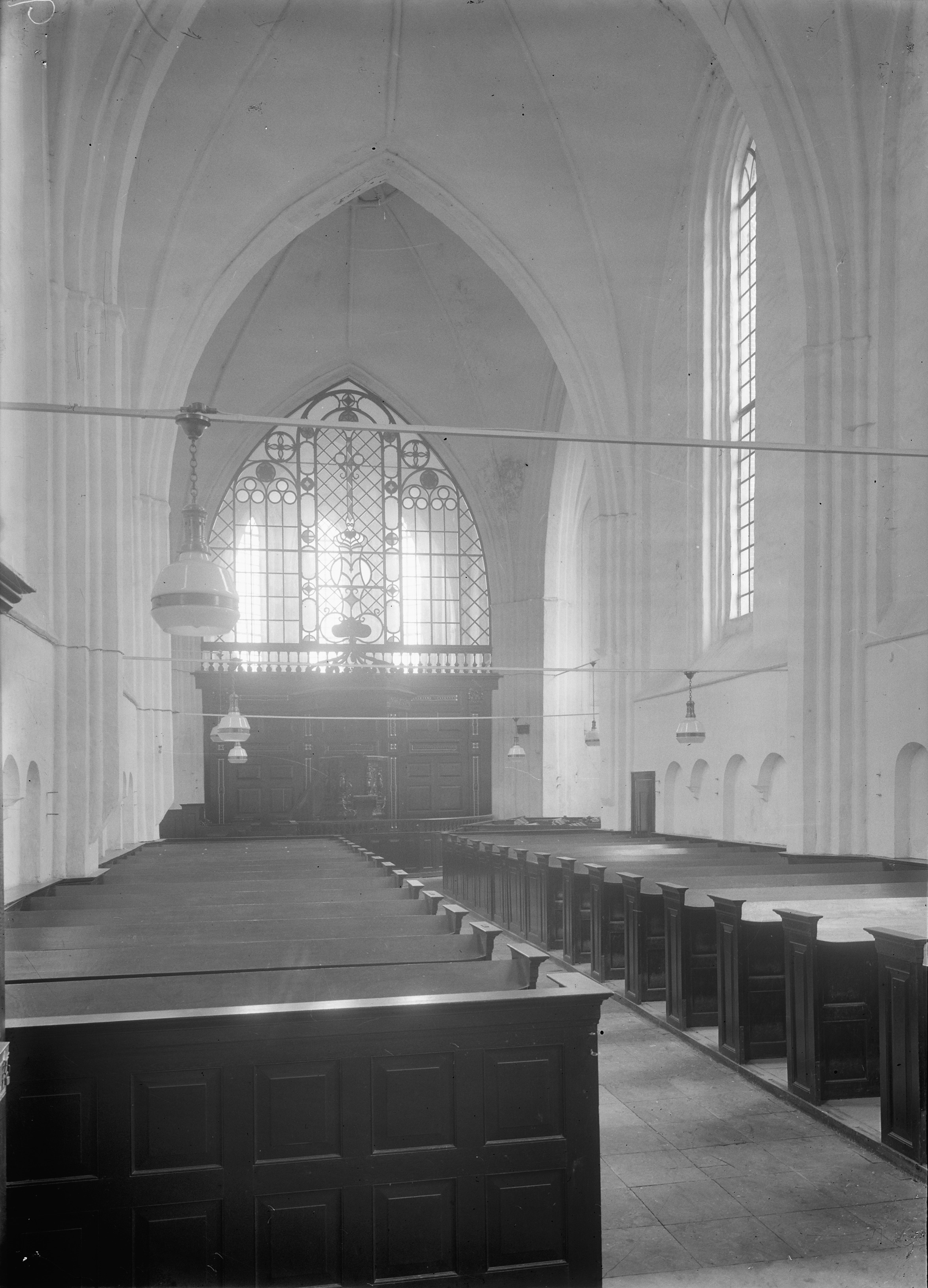
Situatie schip voor de restauratie van de jaren 1960 met op de achtergrond de koorwand met gebrandschilderde ramen, die sindsdien gesloopt is

### Toren
Waarschijnlijk in de eerste helft van de 15e of in de eerste helft van de 16e eeuw werd een vrijstaande toren gebouwd ten oosten van de kerk in een overhoekse positie. Mogelijk heeft deze een voorganger gehad, maar hierover is niets bekend. Dat de toren zou zijn gebouwd in het begin van de 15e of 16e eeuw wordt afgeleid van de spitsboog (eigenlijk een lancetboog) in de ingang, wat een typisch voorbeeld is van de late gotiek. De toren werd bij de bouw opgetrokken in twee geledingen, die van elkaar worden gescheiden door een waterlijst. De ingangen in de onderste geleding bestaan uit spitsbogige doorgangen, die onderdeel vormen van grotere en hogere spitsboognissen, waarin boven de ingangen ook twee spitsboogvensters zijn opgenomen. De bovenste geleding telt drie spitsbogige galmgaten boven de ingang, drie aan de achterzijde en twee aan de andere beide zijden. De toren werd bij de bouw voorzien van een zadeldak met vier opgaande puntgevels.
Onder in de toren werd een verplaatsbare trap geplaatst, mogelijk om de weerbaarheid van de toren te vergroten, maar ook wellicht om in tijden van overstromingen de trap te kunnen ophalen. Boven de open doorgang in de toren bevindt zich een ribloos stervormig graatgewelf.
Een gedenksteen uit 1608 herinnert aan een reparatie een eeuw later, die deels werd bekostigd door Writzer ten Holten van de borg Boukuma. De tekst op de gevelsteen luidt 'ANNO 1608, DOE DE ED. ERNT. WRITZER TEN HOLTEN HOEVELINCK, LUCAS WIEDE MARIUS PASTOER, AMPTZO EWES UND REWINCK BARTOLOMEUS KERCKVOGD IN ZEERIJP, IS DESE TOREN NIES GEREPARERE / DORCH EVERT NITRINC'. Mogelijk werd toen het zadeldak vervangen door een spits. In 1664 werden door bouwmeesters Luitien Jans en Luitien Strijkes de puntgevels afgebroken evenals het knekelhuis op het kerkhof en werd een nieuwe eikenhouten naaldspits bedekt met leien op de toren geplaatst. Bij een zware noordwesterstorm op oudjaarsdag 1833 raakte de toren zwaar beschadigd, waarop de spits werd vervangen door een veel stomper en lager piramidedak met bovenop een klokkoepeltje, dat nog altijd de toren siert. Volgens Van der Aa kreeg de toren hierdoor de vorm van een 'theebus'. Bovenop bevindt zich een windvaan in de vorm van een engel met bazuin.

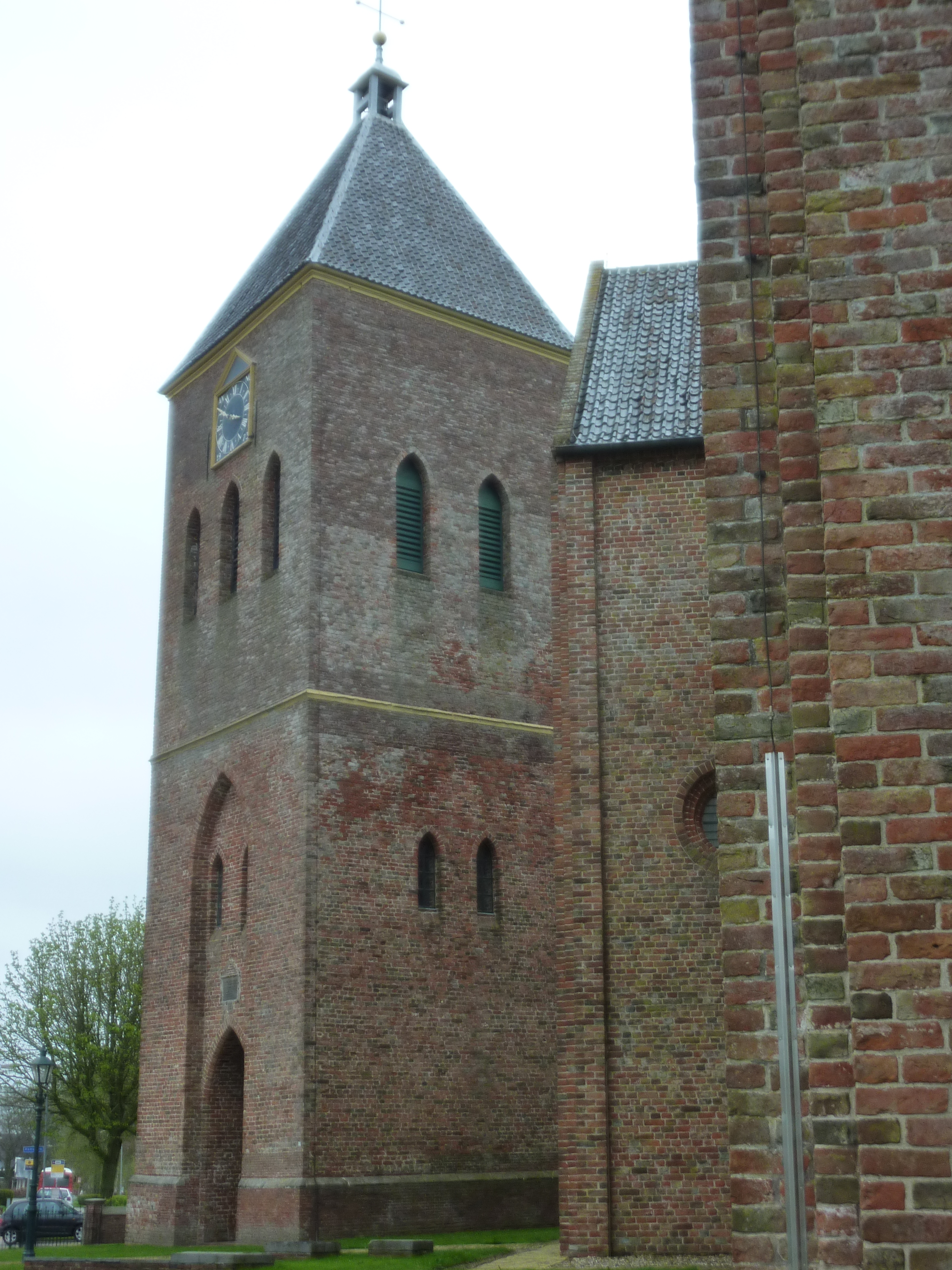
Zijaanzicht toren met links de ingang
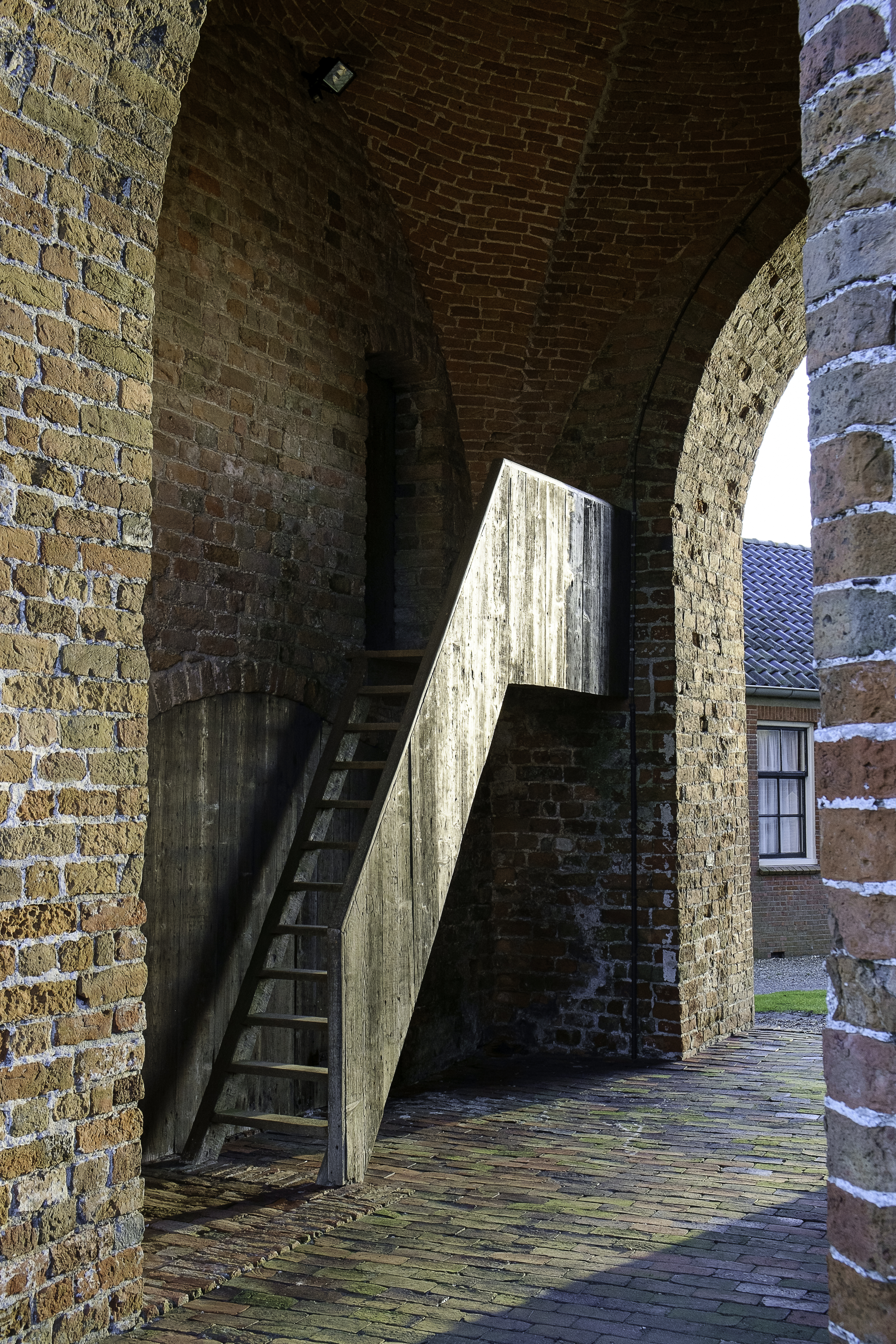
Torenportaal
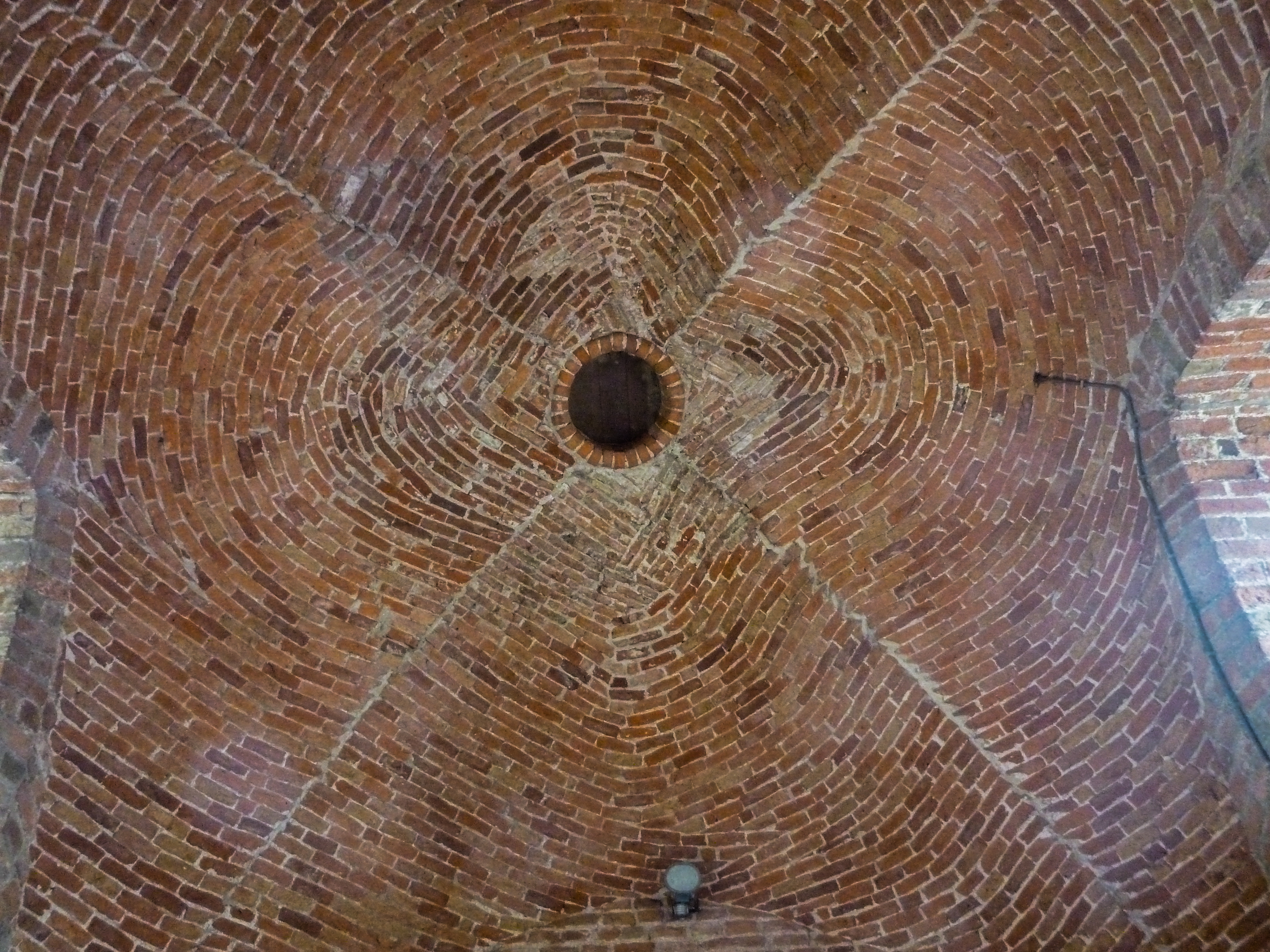
Graatgewelf boven het torenportaal
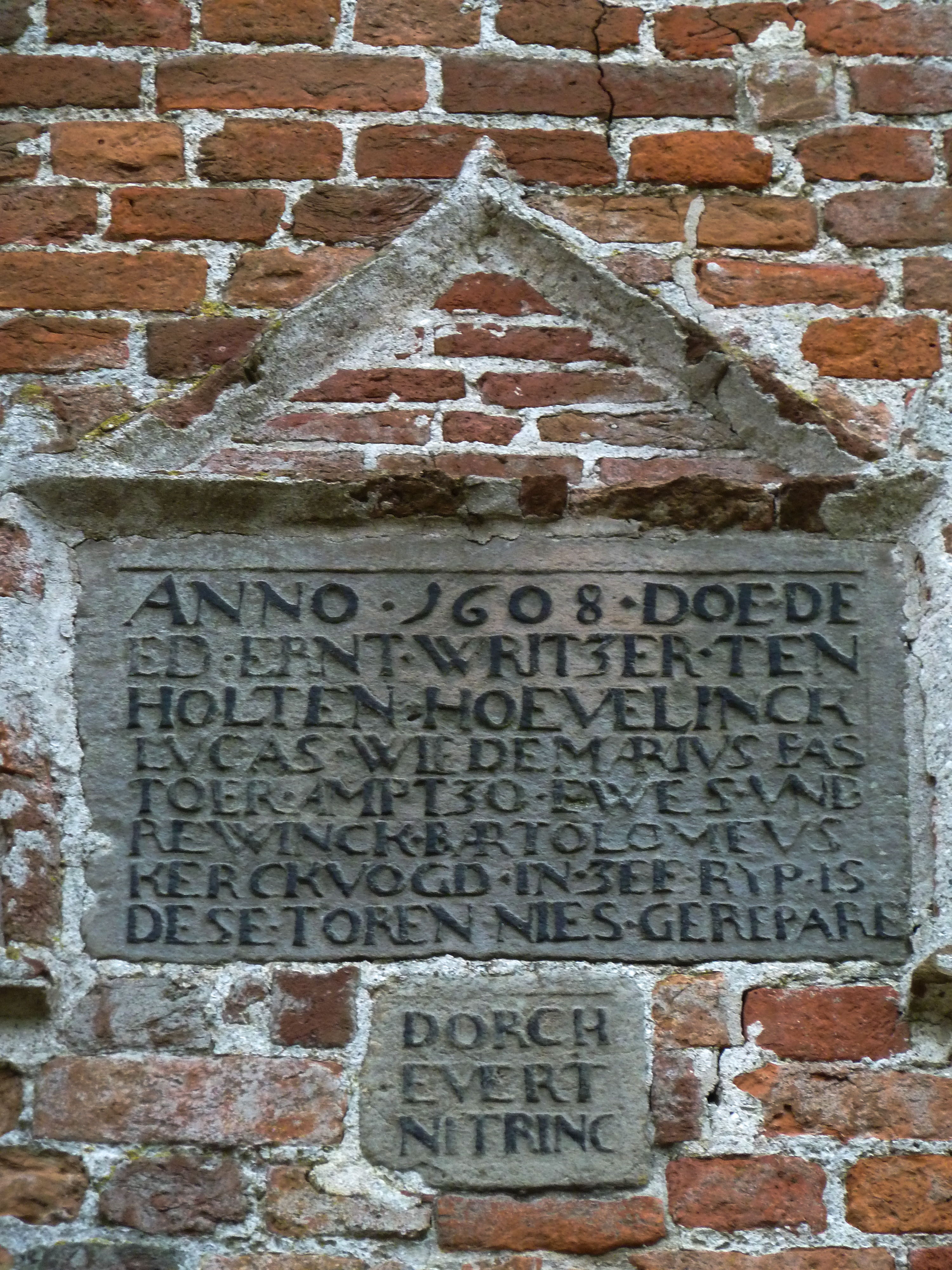
Gedenksteen restauratie 1608
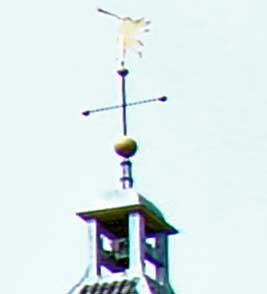
Engel met bazuin (windvaan)

Luidklokken

De toren telt twee grote luidklokken van Geert van Wou sr. uit 1502. Van de twee klokken heeft de ene een diameter van 1,48 meter en de andere een diameter van 1,21 meter. De grote, die als slagtoon cis1 heeft, wordt vaak geluid wanneer een man wordt begraven en de kleine die als slagtoon e1 heeft, wanneer het een vrouw betreft. De grote klok heeft als opschrift:
Wetet jonkfrouen, vrouwen ende mannen, dat dese klock ther eer Sant Annen ende Sant Jacobs is gegoeten koemt gerne ter kercke onverdroeten
 De beide klokken werden in 1943 tijdens de Tweede Wereldoorlog meegenomen naar Duitsland om omgesmolten te worden, hetgeen echter niet gebeurde. In 1946 werden beide klokken teruggebracht. De kleinere klok liep waarschijnlijk een beschadiging op, daar deze in 1951 barstte. In 1955 werd de klok vervangen door een replica die door klokkengieterij Jacobus Van Bergen uit Midwolda werd gegoten. Het luiden van de beide klokken vereiste vroeger veel kracht. De grote klok moest door vier mannen worden geluid en de kleinere klok door twee mannen. Tegenwoordig worden de klokken mechanisch geluid. In 1733 werd ook een kleine klok in het klokkoepeltje op de toren gehangen, die als eerste geluid werd wanneer er een kind overleed (ook soepenbrijklokje genoemd). Ook deze klok werd in 1943 naar Duitsland vervoerd, maar keerde niet weer terug. Op basis van een bewaard gebleven gipsafgietsel van deze klok werd in 1973 een nieuwe klok gegoten bij klokkengieterij Kloek uit Midwolda.
In Januari 2021 werden de klokken gerestaureerd en werden ze omgehangen van kruk luidassen met vallende klepel naar rechte luidassen met vliegende klepel.

## Interieur
De bezoeker betreedt de kerk tegenwoordig via de noordelijke ingang aan de wegzijde. Daarachter bevindt zich een tochtportaal. De kerk maakt door haar rode zeer hoog oprijzende muren en gewelven een ruime indruk op de toeschouwer. De muren aan binnenzijde zijn rood gesausd met witte schijnvoegen; blokbepleistering die tussen 1250 en 1350 bij kerken binnen het bisdom Münster in zwang was om de baksteenkleur ook aan binnenzijde te kunnen benadrukken. Dit kleurrijke patroon is bij de restauratie in de jaren 1960 weer in de vroegere staat hersteld.
Het plafond van schip en koor wordt gesierd door meloengewelven, die bestaan uit acht ribben en velden met in het midden een sluitring. De meloengewelven boven het schip zijn voorzien van baksteenimitatie in verschillende vormen en kleuren en zijn afwisselend versierd met visgraatmotieven en met een lichtgekleurd vlechtwerkpatroon. In de sluitring van het meest westelijke gewelf boven het orgel zijn een ster met daaromheen gestileerde bloemmotieven opgeschilderd. Boven het orgel bevindt zich een unieke schildering met onbekende betekenis. De gewelfvelden boven het koor zijn wit gesausd. De sluiting in het meloengewelf in de viering bevat een uit rondstaven samengestelde rozet. De beide dwarsarmen van het transept hebben daarentegen kruisgewelven met vier ribben en velden. De vieringpijlers bevatten eveneens rondstaven. Op de hoek van het zuiderdwarspand en het schip is een nauwe wenteltrap in de muur gebouwd, die toegang geeft tot de ruimte boven het gewelf. Door deze wenteltrap springt de muur hier aan buitenzijde iets naar buiten. In de ruimte boven de gewelven is te zien dat de muren van de kerk bijeengehouden worden door een betonnen constructie.
Onder de spitsboog- en rondboogvensters in de muren van het schip bevinden zich wit gesausde spaarvelden, die worden gesloten door steeds twee rondbogen. Onder de vijf vensters in het koor bevinden zich vijf witgepleisterde nissen. De eerste en tweede vanaf het zuiden zijn piscina's, waarbij de meest zuidelijke de oorspronkelijke is. Deze werd meteen bij de bouw rond 1350 voltooid en is daarmee de oudste dateerbare piscina van Groningen. De piscina ernaast werd later geplaatst, waarschijnlijk in verband met wijzigingen in de liturgie rond de eucharistie. De functie van de volgende twee nissen is onduidelijk; mogelijk waren het opbergplekken voor liturgisch vaatwerk of dienden ze enkel ter decoratie. De vijfde en meest noordelijke bestaat uit twee nissen; een grotere die mogelijk vroeger de tabernakel huisvestte en een kleinere waar vermoedelijk de votiefkaars werd geplaatst. Het koor ligt twee treden hoger dan het schip. Onder het koor bevonden zich vroeger ten minste drie grafkelders uit de 17e en 18e eeuw, van de families die de borgen Boukuma, Eelsum en Juckema bezaten. Vermoedelijk had echter ook de familie van Zeerijp's vierde borg Haykema er een grafkelder, daar de familie Van Borck die deze borg bewoonde medecollator was. Na 1750, toen alle borgen gesloopt waren, zijn er geen mensen meer begraven in de grafkelders. De grafkelders bleken bij de restauratie deels nog intact, maar de menselijke beenderen bleken soms wel verplaatst. Enkele grafkelders hebben gewelven. Andere grafkelders die met grafzerken waren afgedekt bleken te zijn dichtgestort.
Eind 16e eeuw is bij de reformatie een doksaal weggebroken, evenals twee zijaltaren in de oostmuren van het transept. Resten hiervan zijn gevonden bij de restauratie in de jaren 1960. In de noord- en zuidwand van de beide transepten herinneren nissen aan de beide zijaltaren.
In de kerk liggen bijna 40 grafzerken, waaronder ruim 10 uit de 17e eeuw. De oudste met jaartal is die van Johan ten Holte uit 1554. Een andere bekende is die van Gerardus Alberti uit 1600. Bij de reformatie is het door toedoen van deze toenmalige priester in Zeerijp niet tot een beeldenstorm gekomen. Hij werd later eerste protestantse dominee en diende van circa 1555 tot circa 1600. Zijn zandstenen grafsteen werd later gebruikt als stoep voor de zuidelijke kerkingang. Na de restauratie van de jaren 1960 werd zijn grafsteen als altaar op de plek van een van de voormalige zijaltaren in de zuidelijke dwarsarm geplaatst en sindsdien vormt deze grafzerk onderdeel van een stiltehoek. De meeste andere grafzerken zijn bij de restauratie in het koor gelegd. Alleen de zerken van kosters en organisten werden onder het orgel geplaatst.

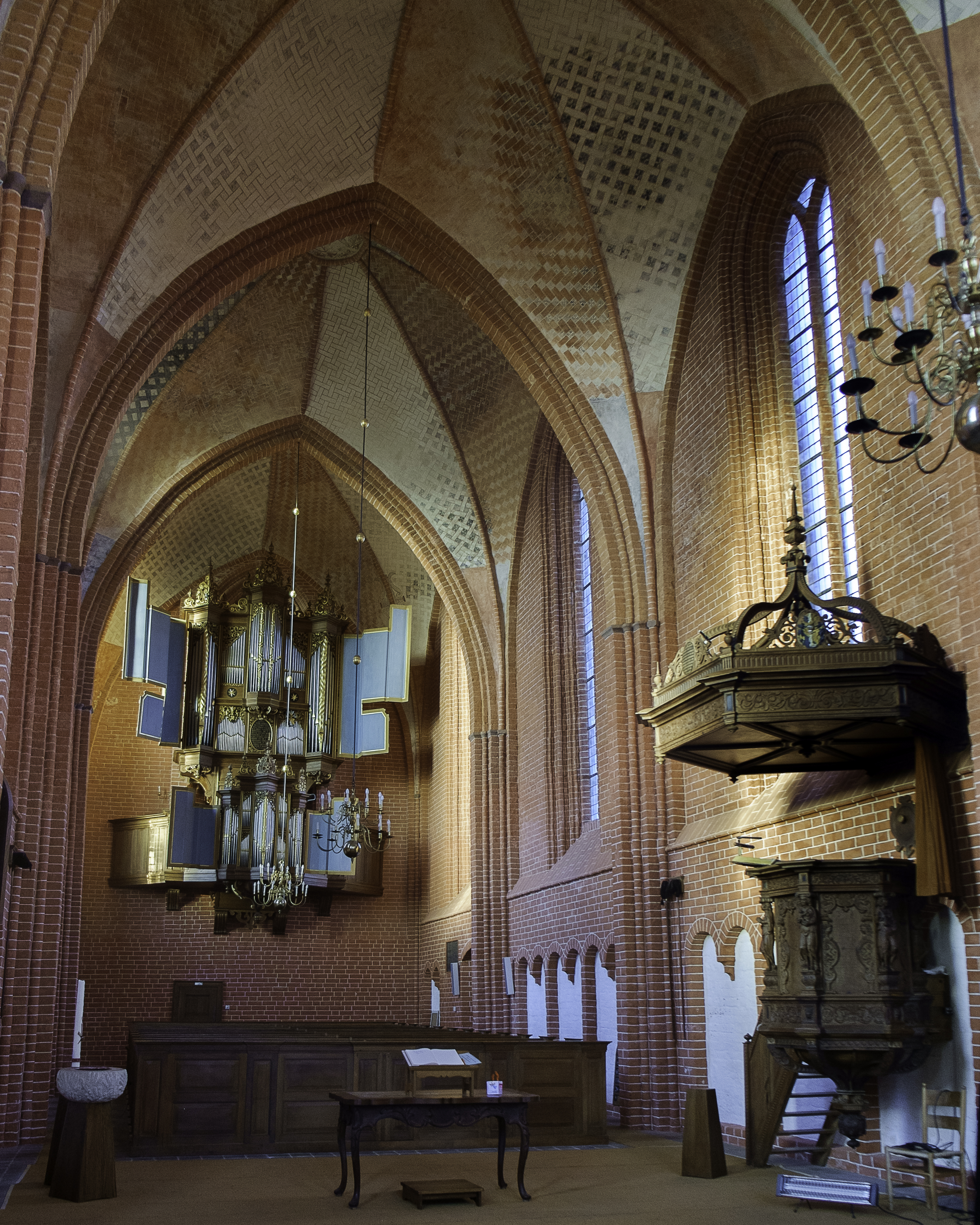
Interieur naar het orgel toe gezien
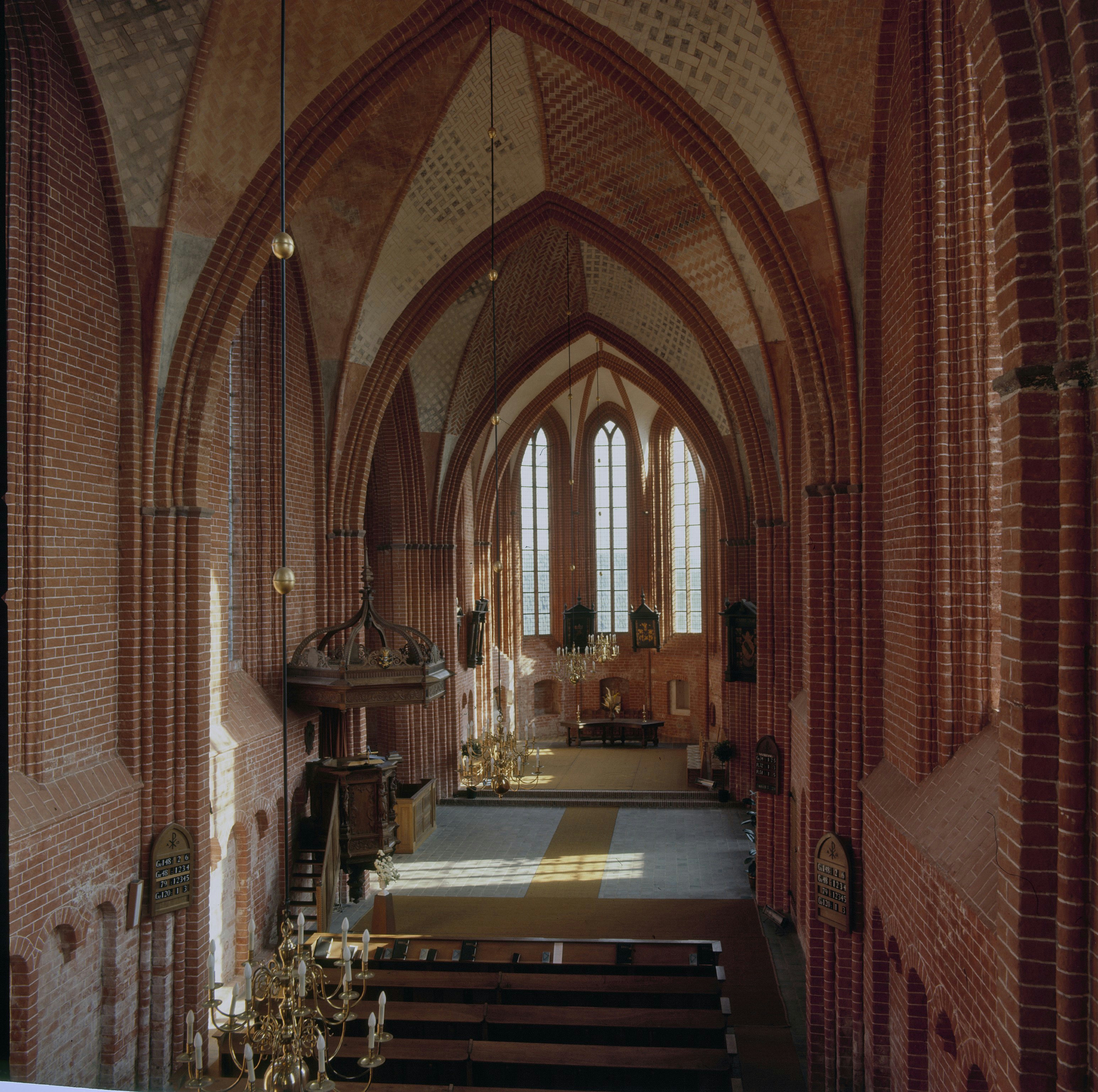
Interieur gezien vanaf het orgel
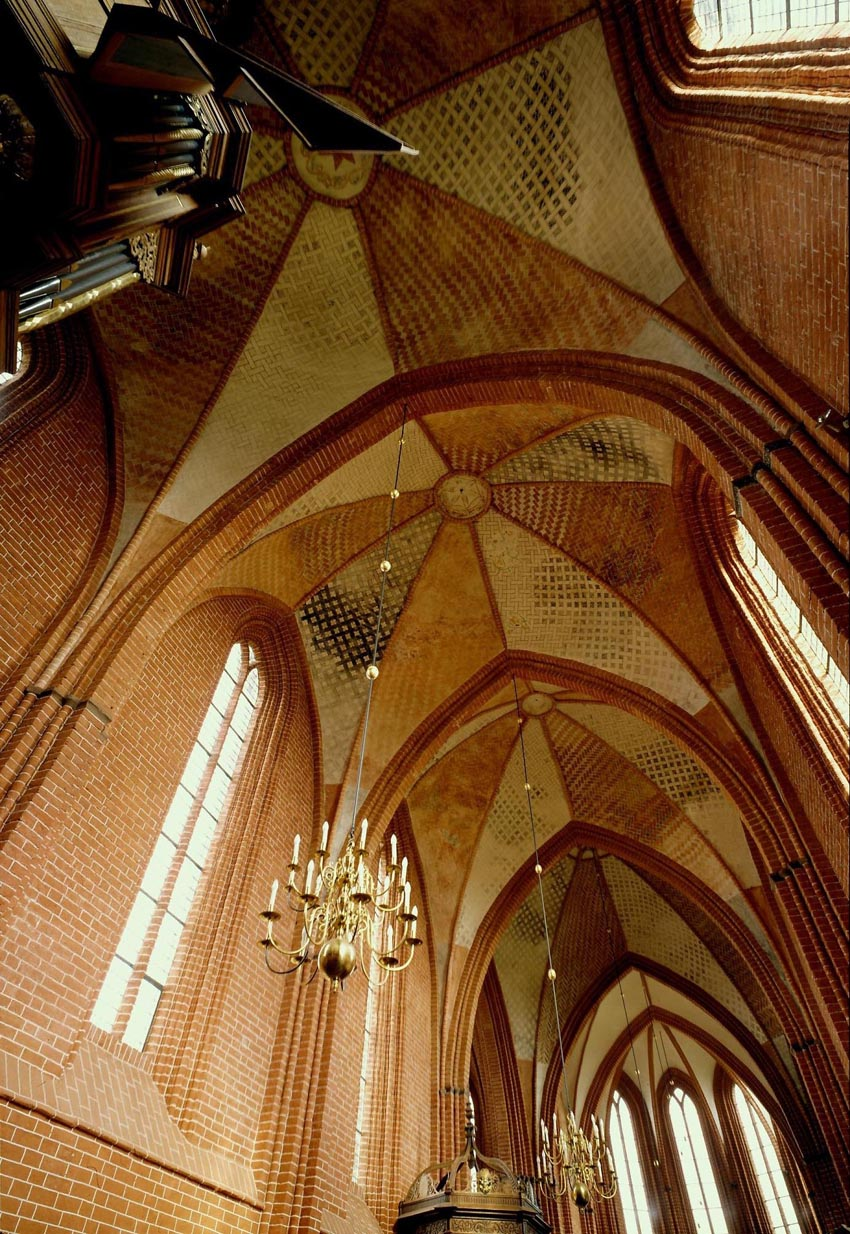
Meloengewelven in het schip
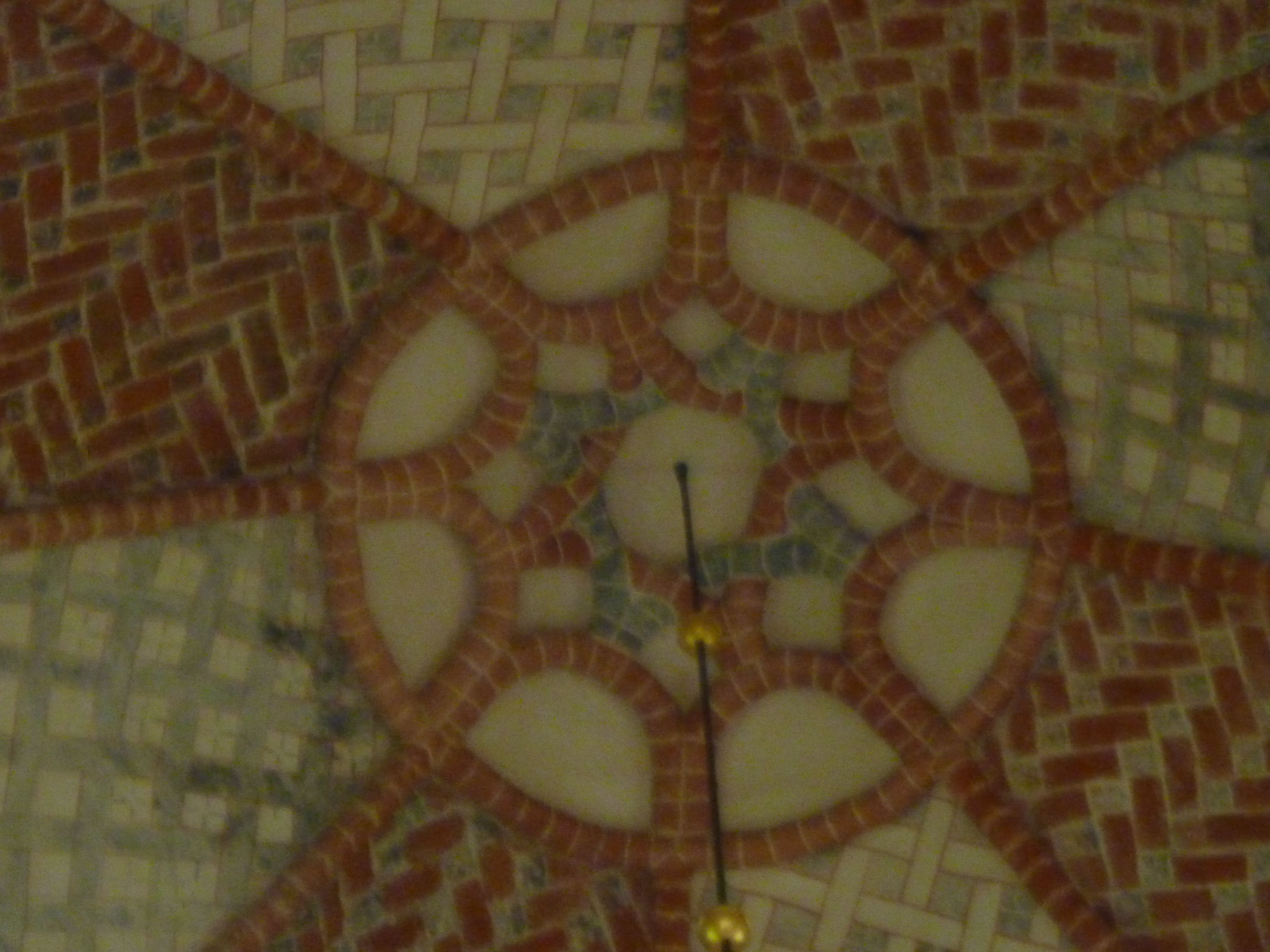
Sluitring in een van de meloengewelven met rondom om en om visgraatmotieven en vlechtwerk
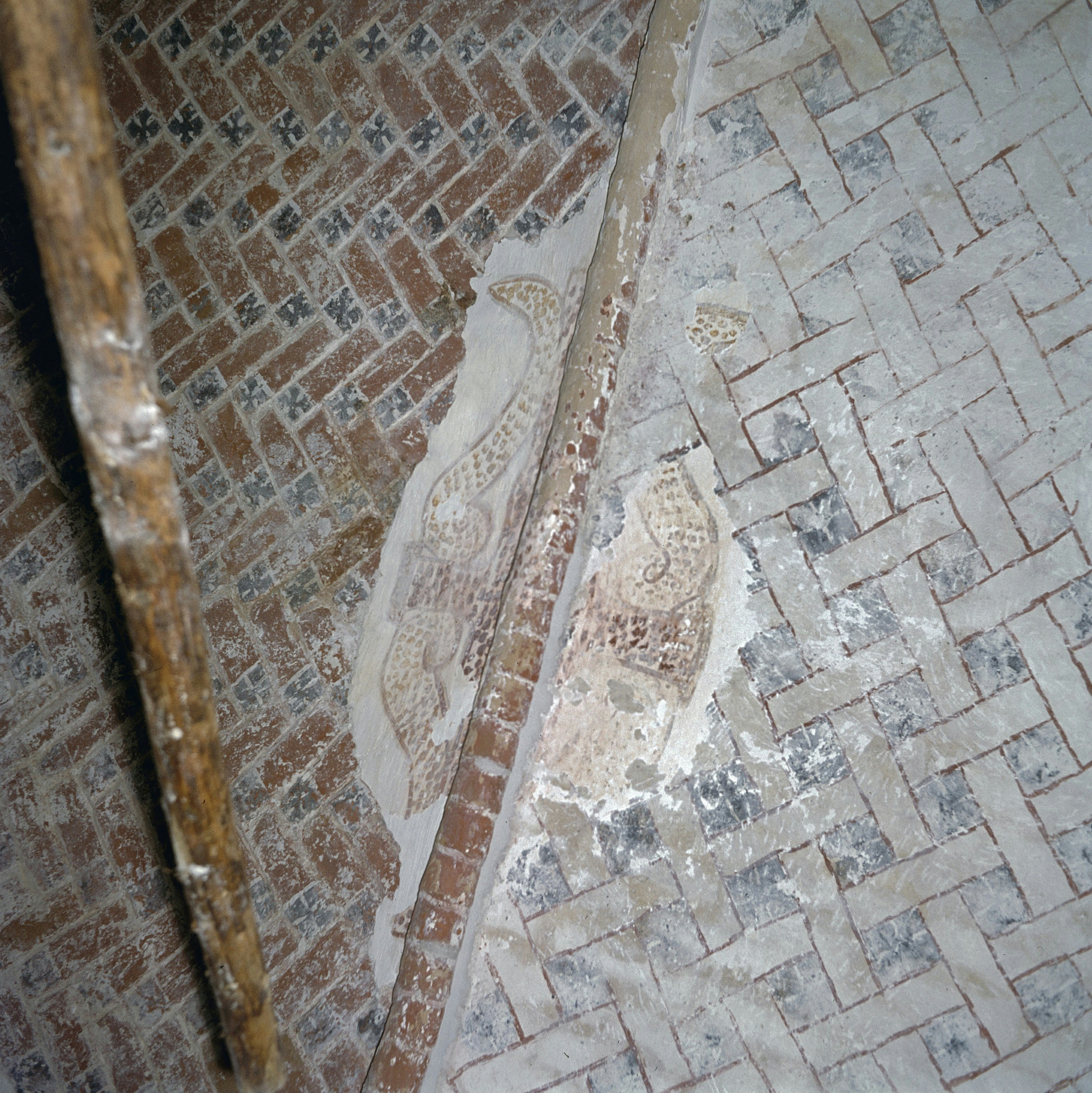
Niet nader geïdentificeerde schildering boven het orgel
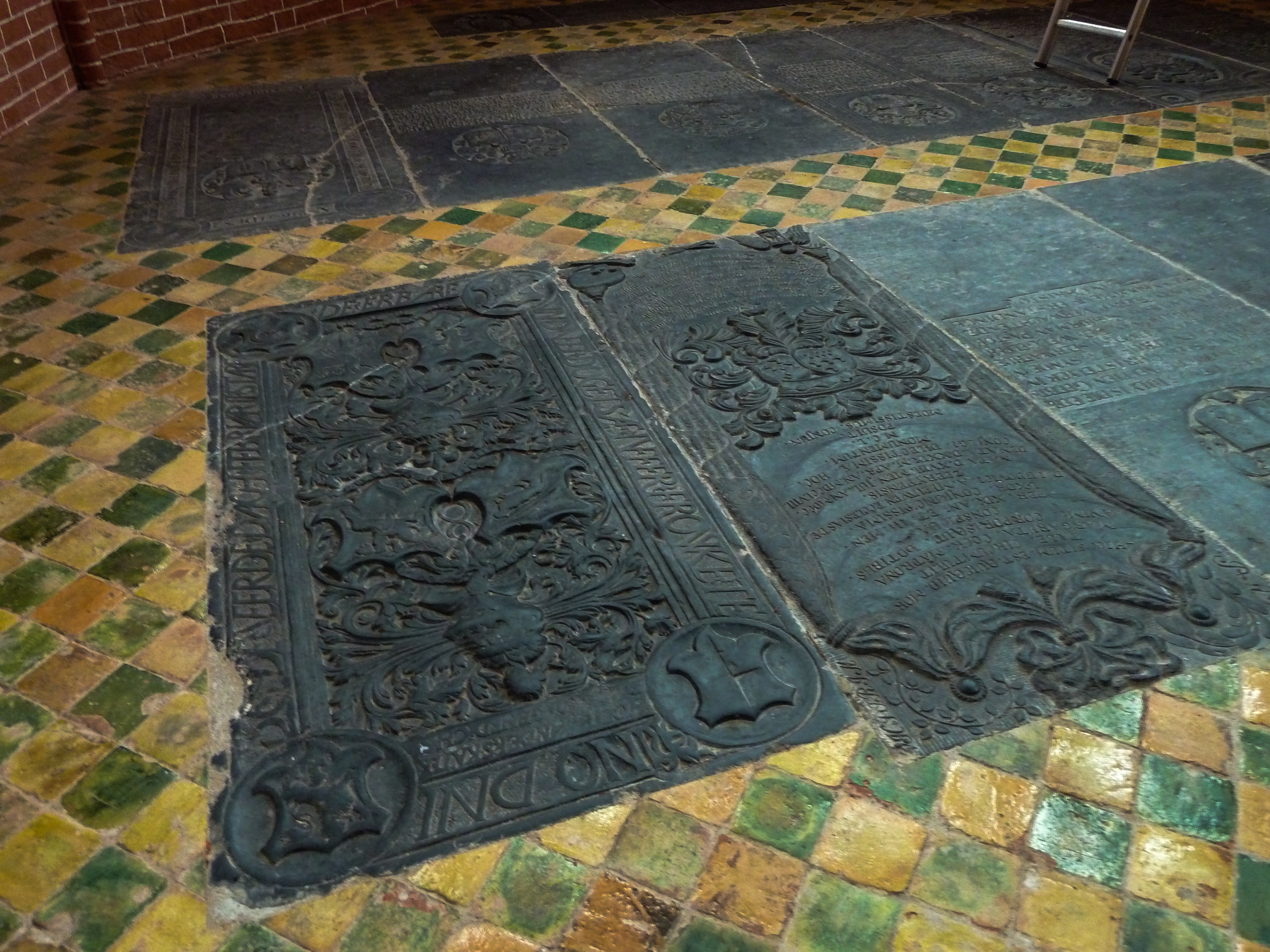
Grafzerken in de kerk met links de grafzerk van Johan ten Holte uit 1554

## Inventaris
De adel van Zeerijp schonk met name na de Vrede van Münster van 1648 veel inventaris aan de kerk, hetgeen wordt verklaard uit de euforie en nationale trots die destijds heerste. Zo werden in de tweede helft van de 17e eeuw een preekstoel (1646), een orgel (1645-1651), een nieuwe koorafsluiting (1640) en kerkbanken (1640) geschonken. De wapens van verschillende borgheren prijken op de preekstoel en het orgel.

### Preekstoel
De eiken preekstoel met klankbord werd in 1646 voor 34 daalders gebouwd door de Groninger kistenmaker Johan Elderkamp in opdracht van borgheren Maurits Ripperda (Juckema) en Nicolaas van Borck (Haykema), wier wapens op de preekstoel prijken. Ter verduidelijking hangt boven de preekstoel nog een cartouche met het opschrift 'AO 1646 ALS DE E. MAURITS RIPPERDA DE E.E. NICOLAUS VAN BORCK CURATOREN EN MEEDE COLLATORE DESER KERKE EN DE E.W. GERHARD AVERESCH PASTOOR IS DEZE PREDIGSTOEL GEMAAKT'. De preekstoel werd oorspronkelijk geplaatst tegen de zuidwestelijke vieringpijler, maar werd na het gereedkomen van de koorafsluiting daar middenvoor geplaatst. Bij de restauratie in de jaren 1960 werd de koorsluiting weer uit de kerk gesloopt en werd de preekstoel verplaatst naar de noordwestelijke vieringpijler. De kuip van de preekstoel werd op de hoeken versierd met de zeven deugden in de vorm van allegorische ionische vrouwenfiguren (kariatiden); drie van de vier kardinale deugden (Rechtvaardigheid, Voorzichtigheid en Matigheid of Standvastigheid) en de drie christelijke deugden (Geloof, Hoop en Liefde). Geloof, Hoop en Liefde prijken op de voorkant van de zeskantige preekstoel en aan de zijkanten Gerechtigheid en Voorzichtigheid. De derde kardinale deugd is onbekend, daar de vrouwenfiguur zich op het kanseldeurtje bevindt en haar attribuut door het eeuwenlange meedraaien verloren is gegaan. Tussen de vrouwenfiguren zijn barokke getoogde nissen geplaatst met naar vrouwelijke halffiguren die naar elkaar toegekeerd staan. Het klankbord is versierd met late renaissancemotieven, waaronder ook rolwerk.
Boven de preekstoel bevond zich een schildering met mogelijk de namen van predikanten of kerkvoogden. De schildering was echter zo onleesbaar, dat deze bij de restauratie in de jaren 1960 is weggehaald.

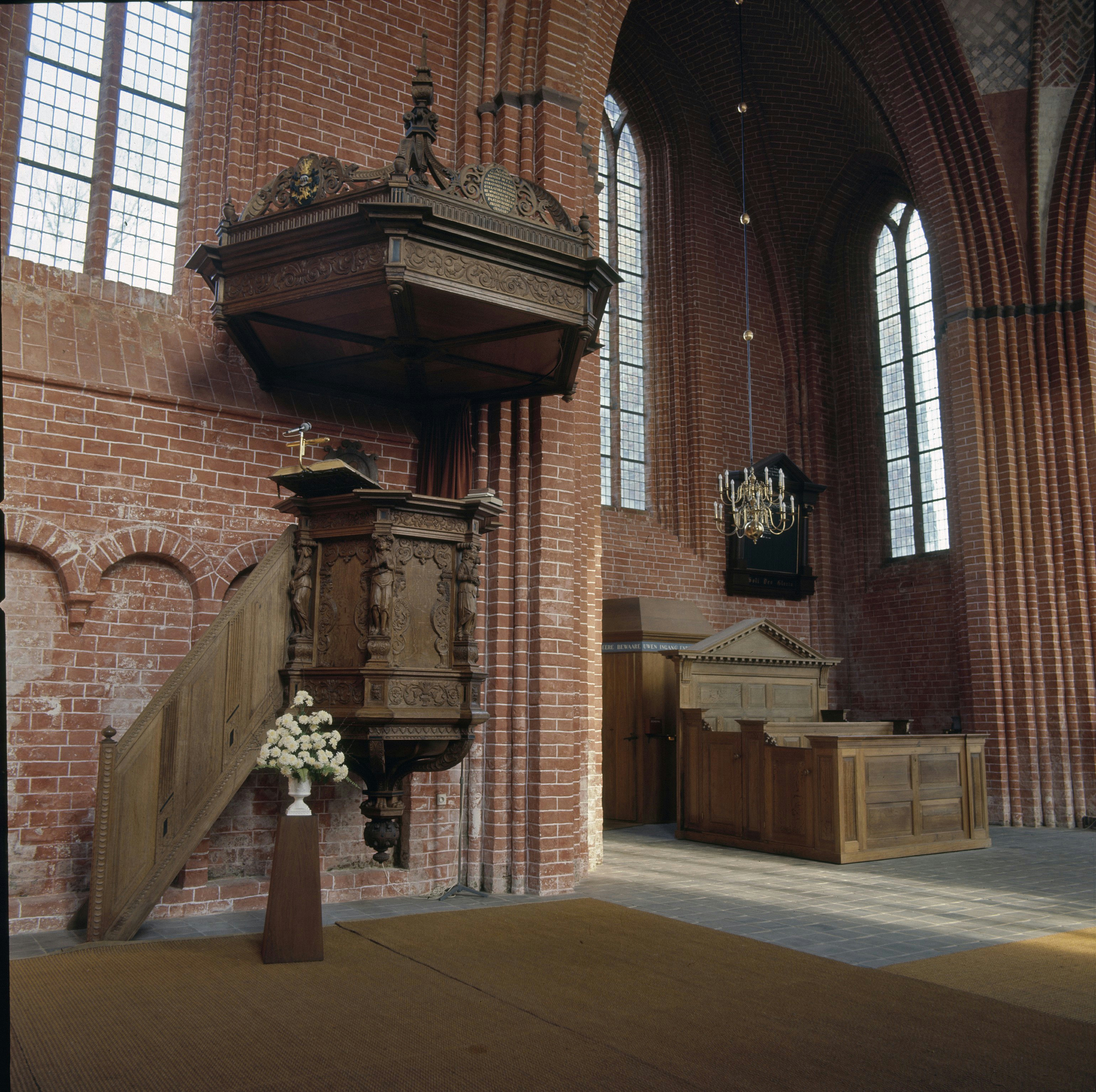
De preekstoel met klankbord met op de achtergrond de herenbank uit 1795
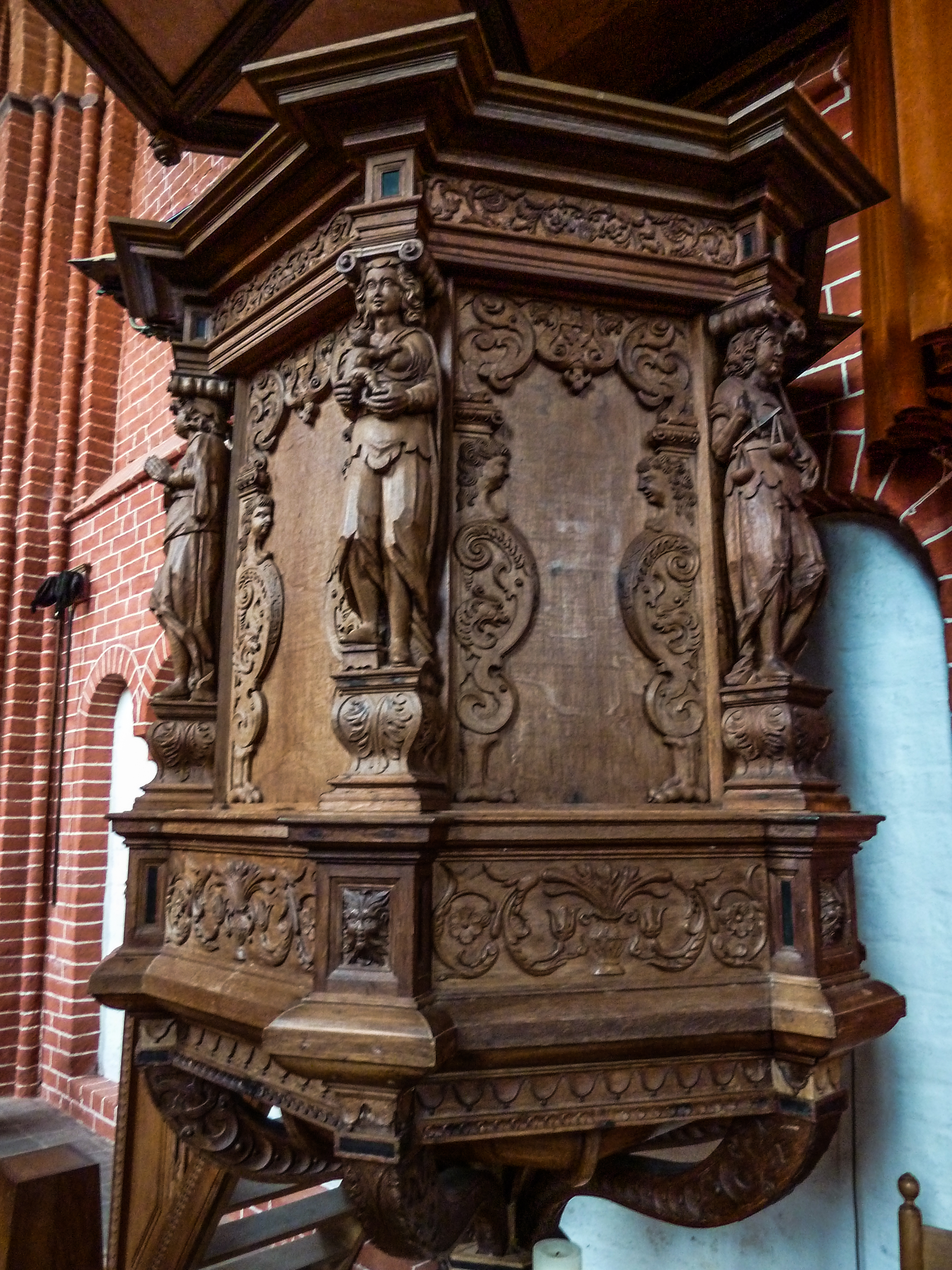
Kuip met kariatiden: Links en midden respectievelijk de christelijke deugden 'Hoop' en 'Liefde' en rechts de kardinale deugd 'Rechtvaardigheid' Onder deze kariatiden is een bladmasker, ook bekend als groene man, aangebracht.
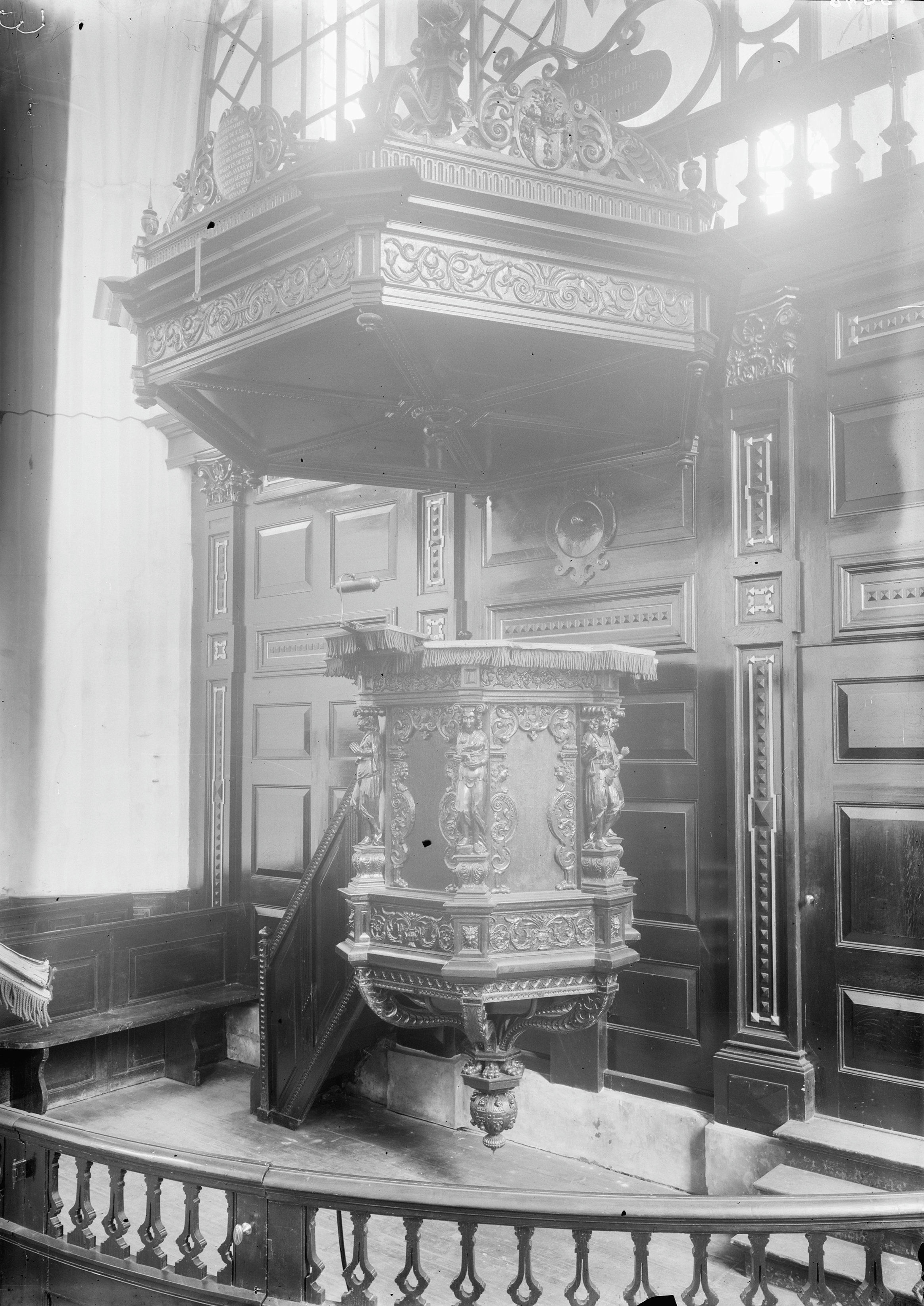
De preekstoel op de oude locatie voor de in de jaren 1960 gesloopte koorwand
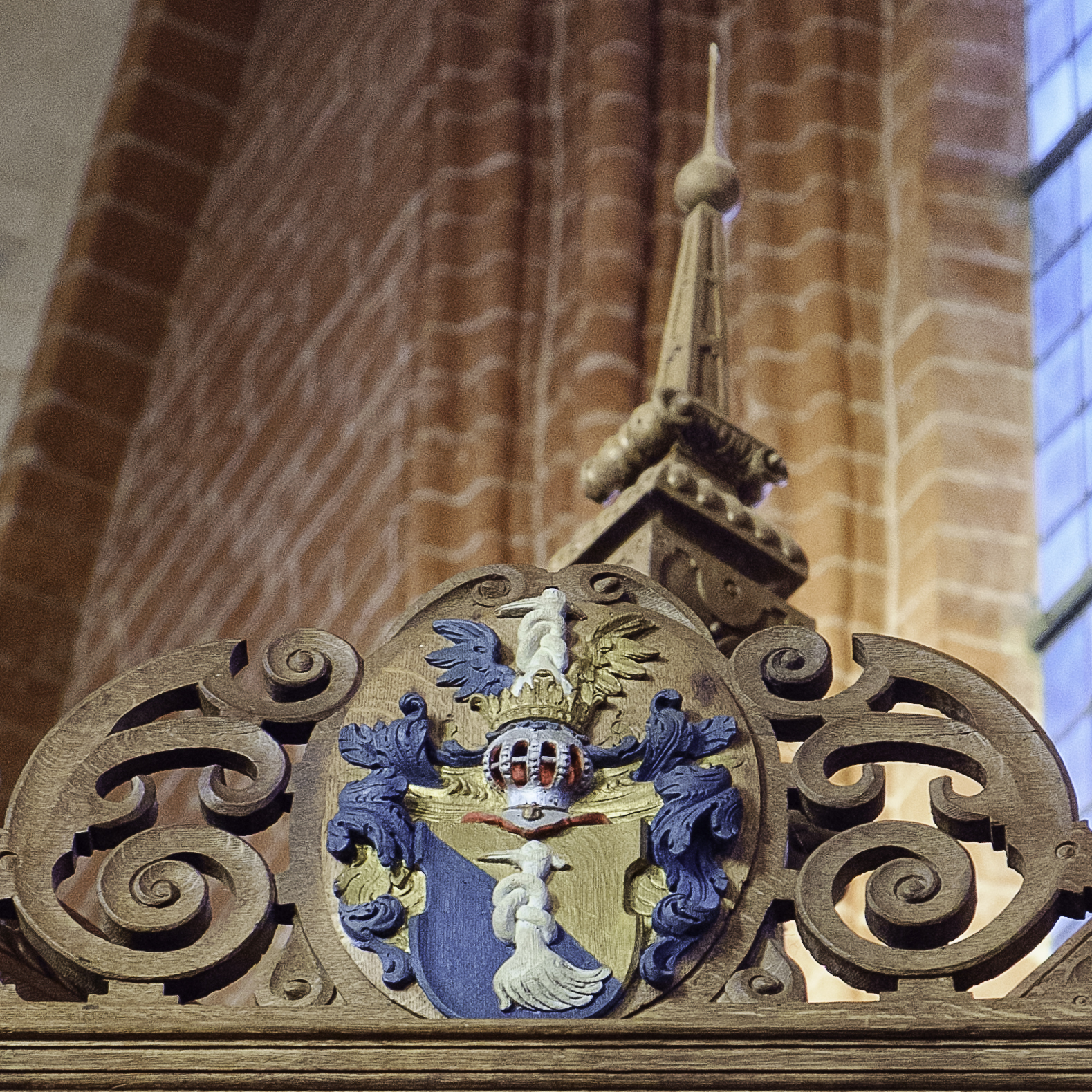
Wapen van Nicolaas van Borck boven de preekstoel

### Banken en avondmaalstafels

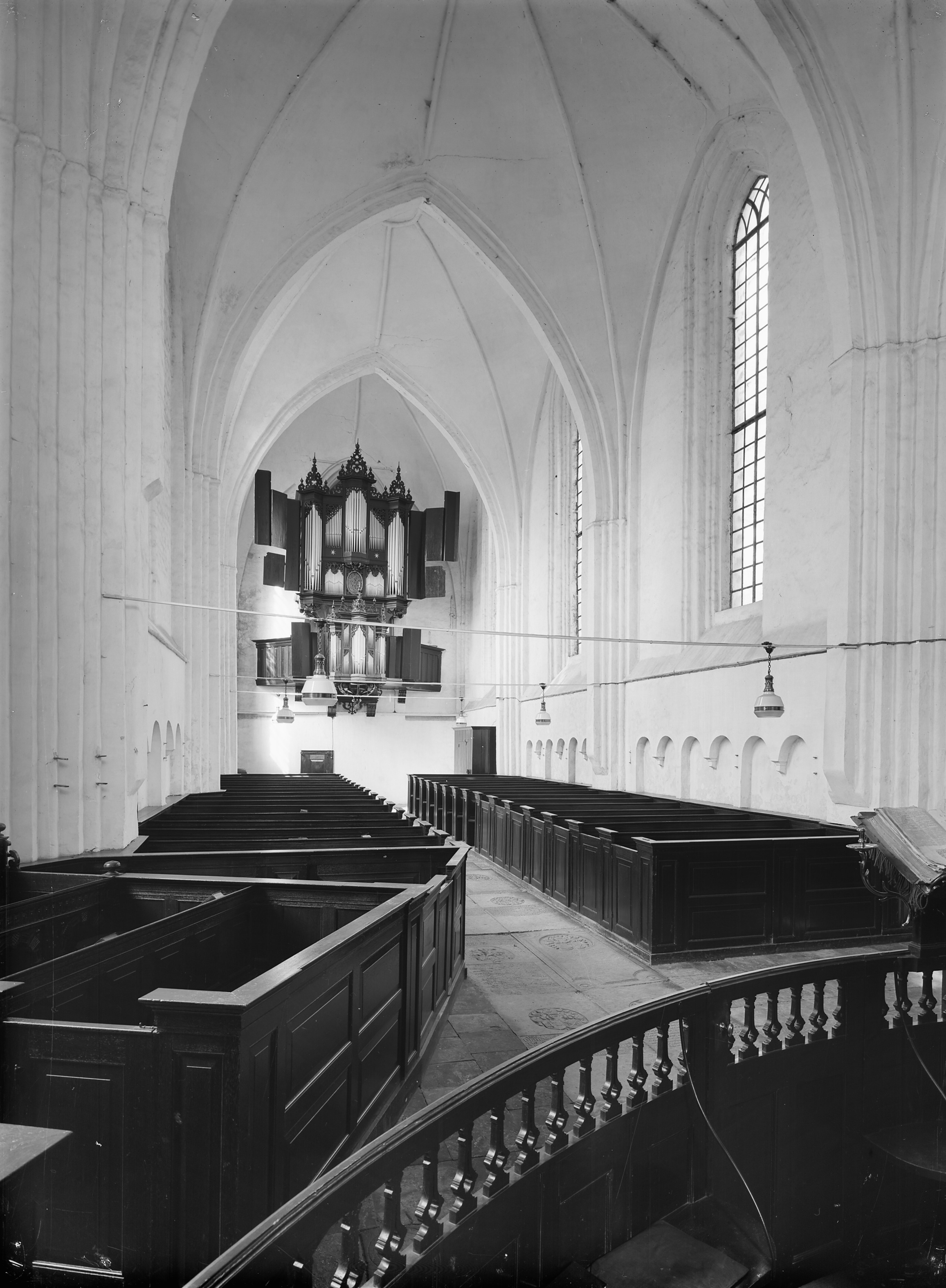
Opstelling van de banken tot de jaren 1960 (1934)

De gewone kerkbanken zijn sinds de restauratie van de jaren 1960 opgesteld in een rij in het midden met aan weerszijden langs de muur een pad. Daarvoor stonden de banken in twee rijen langs de muur, van elkaar gescheiden door een middenpad. Tegen de zuidmuur van het transept staan aan weerszijden twee bankenblokken met fraaie boogpanelen uit 1640, die net als de preekstoel door kistenmaker Johan Elderkamp werden gemaakt. De ene bank heeft toogpanelen en gedraaide knoppen en de andere heeft een fronton op het rugschot. Over een van beide banken, die op kosten van kerkvoogd Thomas Sickens was gemaakt, ontstond direct na de bouw discussie over wie erop mocht zitten; Sickens zelf of collator en borgheer Georg ten Holte van Boukum. De zaak kwam voor het gerecht, waarbij geoordeeld werd dat de borgheer erop mocht zitten en de kerkvoogd niet. Voor het tochtportaal staat verder nog een neoclassicistische herenbank uit 1795.
Begin 17e eeuw werd het koor ingericht voor de avondmaalsviering met een tafel en losse stoelen. In 1773 (volgens een inscriptie in de poten) werd daarvoor een sierlijke avondmaalstafel in Lodewijk XV-stijl (rococo) gemaakt. De initialen L.S.R. en A.E.B. die onderdeel vormen van een monogram langs de lange zijden van het tafelblad zouden kunnen verwijzen naar de schenkers, mogelijk Lammert Schotto Rengers (van de borg te Farmsum) en zijn vrouw Ambrosia Elisabeth Bentinck (van Schoonheten). Na de restauratie in de jaren 1960 werd deze avondmaalstafel verplaatst naar een plek voor de preekstoel om daar sindsdien als drager van de lessenaar te fungeren. Ter vervanging werd in het koor een andere begin-19e-eeuwse forse halfronde avondmaalstafel geplaatst die voor 10 gulden via de Dienst Domeinen was gekocht van de arrondissementsrechtbank van Groningen. Deze tafel stond oorspronkelijk overdekt met een groen kleed in de Hoge Justitiekamer, vervolgens in het provinciaal gerechtshof en uiteindelijk in de grote 18e-eeuwse zittingszaal van de arrondissementsrechtbank tot in 1965 werd besloten tot de vervanging van het meubilair aldaar.

### Orgels

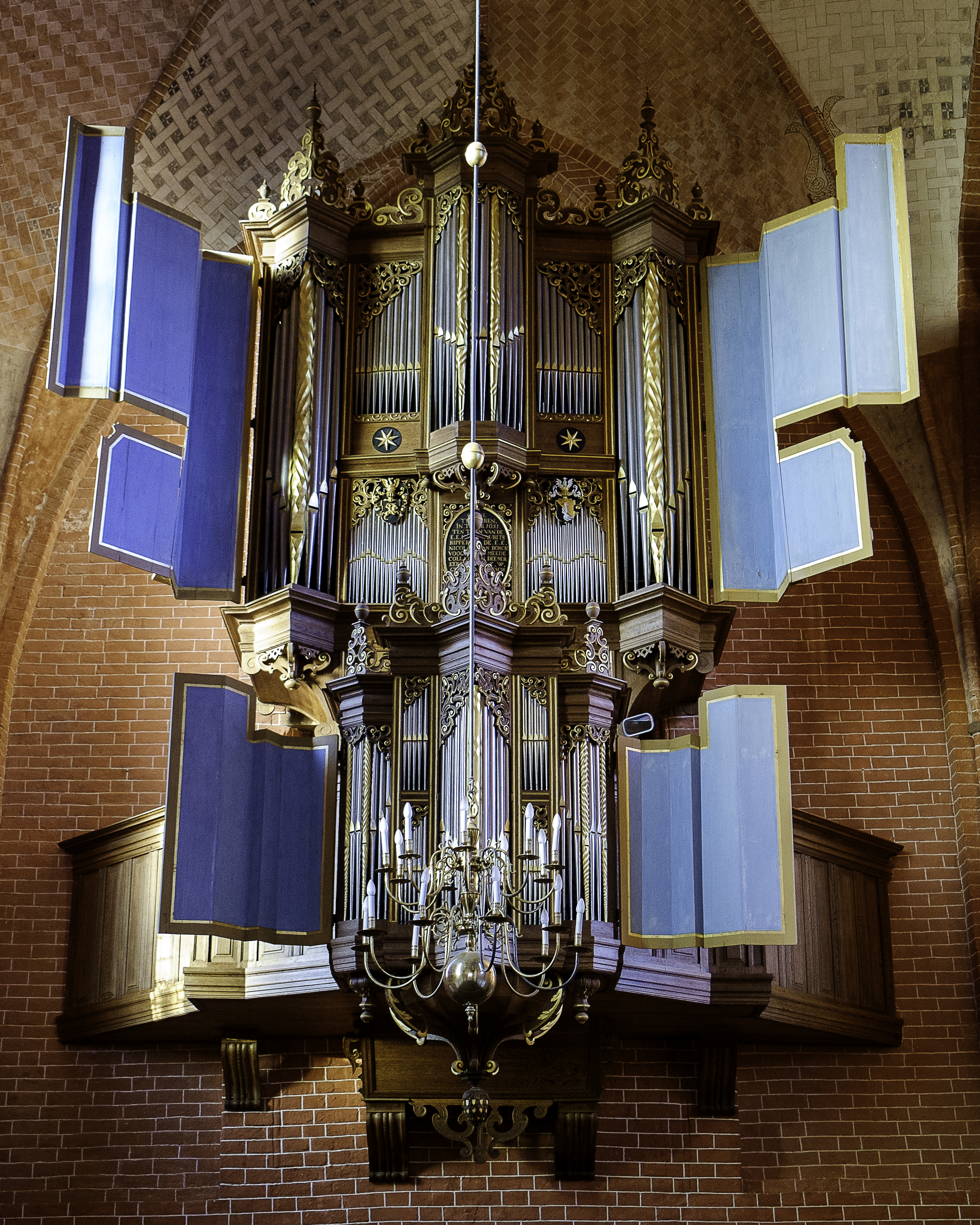
Het Faberorgel aan de westwand

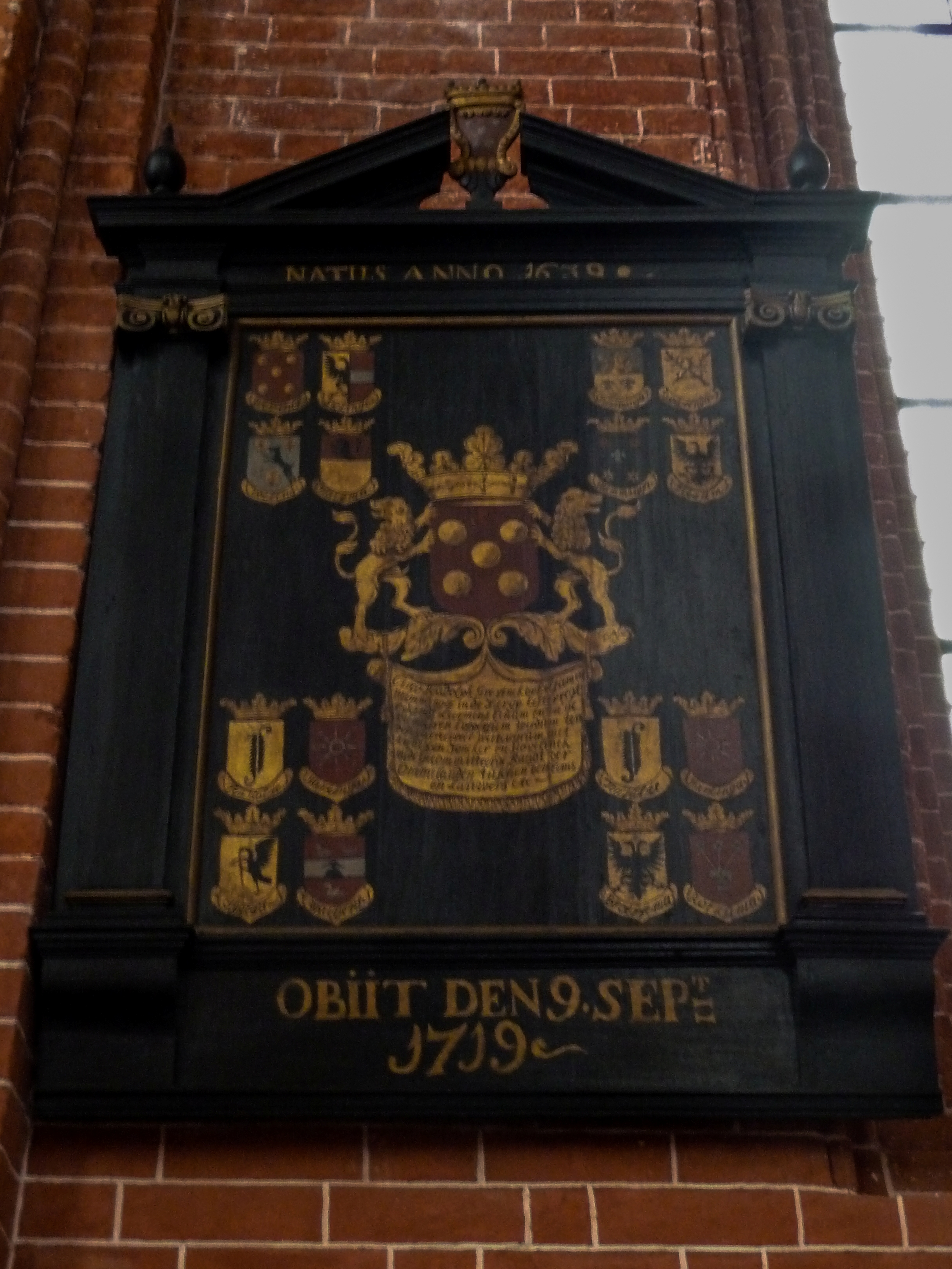
Het rouwbord van Circo Rudolph Grevinck was het laatste dat in de kerk werd geplaatst

Prominent in de Jacobuskerk hangt als een zwaluwnest aan de westmuur het grote Faberorgel. Dit is niet het eerste orgel; dat stond op het doksaal en dateerde volgens sommigen uit 1480. Bij de reformatie werd het doksaal afgebroken en verdween dit orgel. In 1645 werd door de borgheren Maurits Ripperda en Nicolaas van Borck, die ook de preekstoel lieten bouwen, opdracht gegeven tot de bouw van het huidige orgel met middenstemming. Het orgel werd gebouwd voor de som van 4100 carolusgulden door de Groninger orgelbouwer Theodorus Faber en werd in 1651 voltooid. Om het orgel voldoende steun te geven werd het westelijke gotische raam van de kerk dichtgemetseld. De blaasbalg van het orgel werd op de bovenverdieping van de nieuwe aanbouw gehuisvest. De orgelkas met maniëristische elementen werd gebouwd door de Loppersumer kistenbouwer Derck Abrahams. Johan Elderkamp tekende wederom voor het snijwerk van de orgelkas. Op de orgelkas staan de wapens van beide borgheren en een cartouche met het opschrift 'GODE TER EEREN IN T'IAER 1651 TEN TIDEN VAN DE E.E. MAURITS RIPPERDA. DE E.E.NICOLAUS VAN BORCK VOOGDEN EN MEEDE COLLATOREN DEESER KERKCKE EN DE E.W.GERHARD AVERESCH PASTOOR IS DIT ORGEL GEMAECT DOOR T.FABER S.S.T.CAND.'. Boven de beide familiewapens bevinden zich twee sterren die kunnen ronddraaien. Aan weerszijden van de orgelkas bevinden zich vier orgelluiken.
Het orgel werd na de bouw verschillende malen gerestaureerd of gerepareerd. In 1653 werden 'mercklicke verbeteringe ende loff van het werck in verscheiden stucken' aangebracht. In 1662 werd het orgel gerepareerd door Hendrick Huis, in 1675 door Andreas de Mare en Arp Schnitger, in 1681 door Jacob Jacobsz en in 1726 door Matthias Amoor. Ook was het orgel in onderhoud bij Johannes Radecker (1700-1722), Albertus Antoni Hinsz (1740-1785) en Heinrich Hermann Freytag (1785-1811). In 1834 werd het orgel gewijzigd door Herman Eberhardt Freytag, die twee registers in het rugwerk verving. Tussen 1821 en 1869 was het orgel in onderhoud bij de Zeerijpse koster J. Kuiper en tussen 1871 en 1881 bij ene H. Kuipers. Tussen 1880 en 1881 wijzigde Jan Doornbos het orgel ingrijpend door het aanbrengen van een nieuwe magazijnbalg, het ombouwen van de bovensleepladen tot normale sleepladen het het uitbreiden van de omvang van de klavier tot c′′′. Hierdoor wijzigde de dispositie van het orgel sterk. Doornbos had het orgel vervolgens in onderhoud van 1887 tot 1924 (in 1922 voerde hij nog een reparatie uit), waarna Hermannus Thijs het onderhoud overnam tot 1933. Toen werd het orgel voor de derde maal ingrijpend gewijzigd door de Dordtse firma Machiel Spiering die de oude frontpijpen verving door nieuwe zinken pijpen en het binnenpijpwerk grotendeels verving door vroeg-19e-eeuws of nieuw materiaal. Slechts enkele oorspronkelijke pijpen bleven behouden. Ook werd de dispositie wederom gewijzigd en werd het vrije pedaal aangehangen. Na de kerkrestauratie werd het orgel door de Utrechtse firma Fama en Raadgever hersteld en weer bespeelbaar gemaakt in afwachting van een grotere restauratie. Deze ingrijpende restauratie vond plaats tussen 1978 en 1979 en werd uitgevoerd door de Zwitserse orgelbouwer Bernhardt Edskes en de Herwijnse orgelbouwer Bas Blank. Hierbij werd het orgel gereconstrueerd naar de oorspronkelijke opstelling, zodat het orgel feitelijk opnieuw werd gebouwd. Van het oorspronkelijke orgel resteren enkel nog de pijpen die in 1933 niet werden vervangen en de orgelkas.
In de kerk staat verder tegen de westmuur ook nog een koororgel, dat in 1975 opdracht van gemeentelid Doeke Hoving werd gebouwd door de firma Fonteyn.

### Rouwborden en predikantenbord
In het koor en transept van de kerk zijn 11 rouwborden te vinden, meer dan in enig andere Groningse kerk. De borden behoren toe aan de adellijke families, die in de Zeerijpse borgen Eelsum, Haykema en Juckema woonachtig waren. De rouwborden van de borg Boukum die vroeger ook in de kerk hingen, zijn na de Franse Revolutie niet teruggebracht naar de kerk en hangen nu in de kerk van Wittewierum. Het oudste rouwbord dateert van 1665 (Maurits Ripperda) en het nieuwste van 1719 (Circo Rudolph Grevinck). De rouwborden werden bij het herstel van de kerk in de jaren 1960 gerestaureerd door de Groningse schilder Max Ellens, waarmee de aanzet werd gegeven tot het herstel van alle rouwborden in Groninger kerken.
Op de noordwand van het transept hangt een bord met de predikanten vanaf de reformatie te beginnen met Gerardus Alberti. De bekendste predikant was Johan Verschuir, predikant en wiskundige en een van de vertegenwoordigers van het gereformeerd piëtisme, van 1714 tot 1737 als predikant verbonden aan de kerk van Zeerijp. Een andere bekende was Geert Aeilco Wumkes, die van 1901 tot 1906 dominee van Zeerijp was.